# جنكة بيلوبا
جنكو أو جنجو بيلوبا الجِنْكَة أو جنكو ذو الشقين أو جنكو ذو الفصين أو شجرة المعبد أو المَعْبَلَة أو الجنكو الثنائي الفلقة أو الشفتين (الاسم العلمي: Ginkgo biloba) هو نوع من النباتات يتبع جنس الجنكة من فصيلة الجنكية وهو النوع الوحيد المتبقي من صف الجنكيات، وكانت النباتات المنسوبة إلى هذا الصف منتشرة في الحقبة الوسطى، لذا يعتبر هذا النوع من المستحاثات الحية. باللغة الصينية واليابانية تكتب :銀杏 (بينيين بالحروف اللاتينية: شينغ يين، هيبورن بالحروف اللاتينية: ايشو أو غينان ginnan)، وباللغة الكورية: 은행 (بالحروف الكورية: «أون هينج»)، في الفيتنامية: باخ غنى عنه)، يقبل الاسم البديل الجنكه والتي تعرف أيضًا باسم شجرة كزبرة البئر، وهي نوع فريد من الشجر، وهي الصنف الوحيد الباقي من قسم الجنكوفايتا.
وهي شجرة نفضية من عاريات البذور. ومع أنها لا تزال موجودة في منطقتين صغيرتين في مقاطعة جيجيانغ شرقي الصين، إلا أنه يحتمل أن تلك الأشجار اعتنى بها الرهبان الصينيون خلال الألف سنة مضت، ومن غير المؤكد إن كانت تنمو في البرية أم انقرضت منها.
عُرَّفت أيضًا بــ شجرة الحياة لأنها الشجرة الوحيدة التي بقيت حية بهيروشيما باليابان بعد تفجير القنبلة الذرية.
لها استخدامات عديدة في الطب التقليدي وكمصدر للغذاء.
شجرة الجنكة هي الممثل الحي الوحيد لتصنيف Ginkgoales، وهي مجموعة منقرضة من نباتات البذور. لا تٌعرف فصيلتها الطبيعية إلا في مدينة تشونغتشينغ ومقاطعة قويتشو في جنوب غرب الصين.
في شرق آسيا تُزرع الشجرة لبذورها الصالحة للأكل أو كشجرة للمعابد. تم إحضارها إلى أوروبا من اليابان بواسطة البحارة الهولنديين، وتم زراعتها هنا كشجرة زينة منذ حوالي عام 1730.

## التصنيف والتسمية

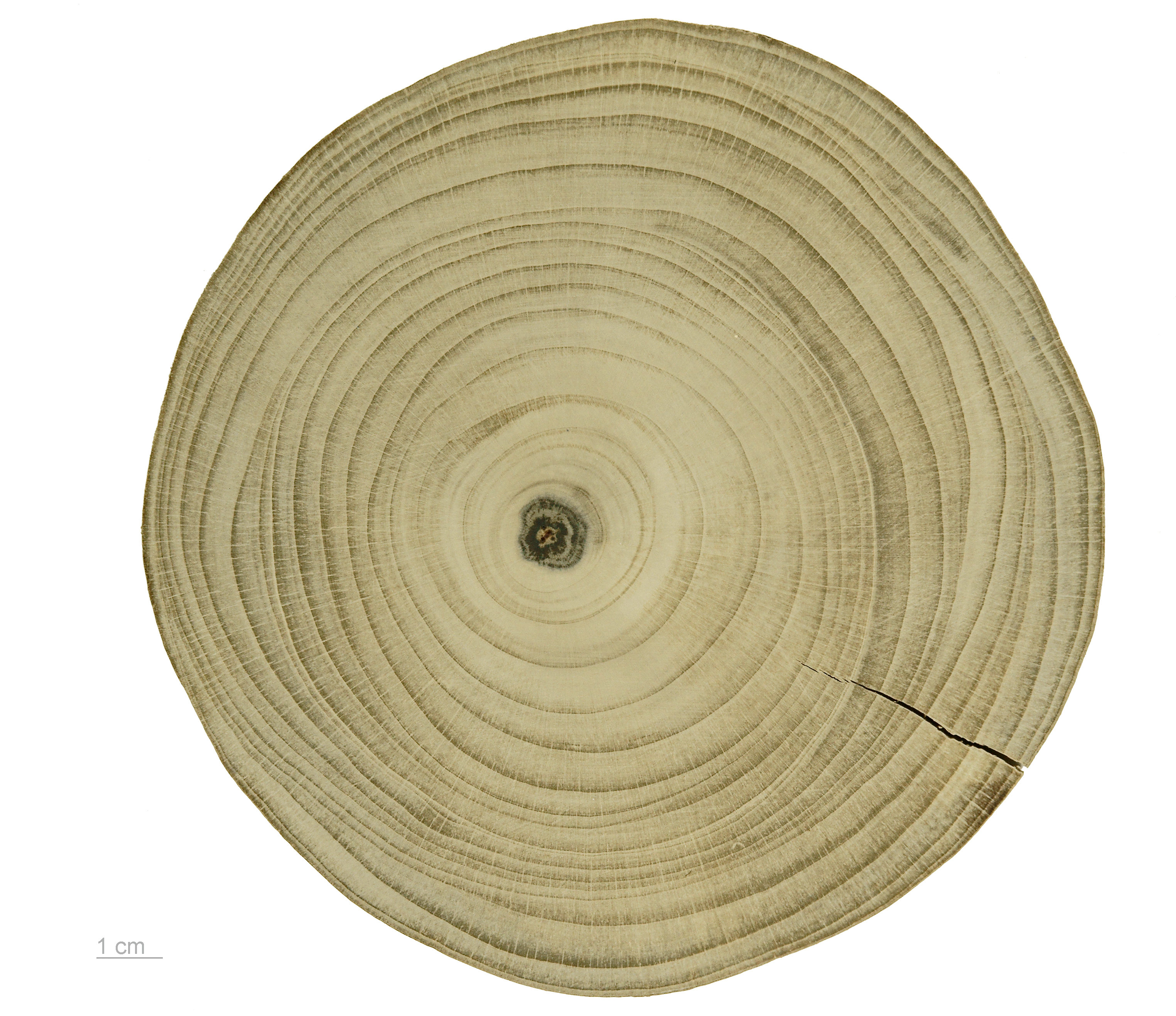
مقطع عرضي في جذع شجرة الجنكة بيلوبا

الأنواع من البداية وصفت من قبل لينيوس في 1771، لقب بيلوبا المعين مستمد من اللاتينية بيس«اثنين» ولوبا«ذو فلقات»، إشارةً إلى شكل الأوراق. اسمين من الأنواع اقر بهم عالم النبات ريتشارد سالزبوري، اسم وضع من قبل نيلسون وهو بيتروفيلس ساليسبيورنسس وفي وقت سابق اسم ساليس بيوريا اديانتيفوليا المقترح من قبل جيمس ادوارد سميث.اللقب للدلالة ربما كان يهدف ليدل على صفات تشبه اديانتيوم، وهي جنس سرخس كزبرة البئر.
لا تزال علاقة الجنكة مع مجموعات النباتات الأخرى غير مؤكدة. تم وضعها على نحو غير مقيَّد في شعب ذوات البذور والمخروطيات، لكن لم يتم التوصل للتوافق بالآراء. منذ أن بذورها غير محمية من قبل جدار البويضة [الإنجليزية] يمكن شكليًا اعتبارها عارية البذور.البنيات التي تشبه المشمش والتي قدمت من قبل الجنكة الأنثوية هي بشكل تقني ليست فواكه، ولكن هي بذور تملك قشرة تحتوي على قسم لين ولحمي (الغشاء العضلي الخارجي)و قسم قاسي (الغشاء الصلب). الجنكة تصنف في قسمها الخاص بها، الجنكوفايتا، وتضم فئة واحدة Ginkgoopsida، الأسرة هي الجنكيات [الإنجليزية]، العائلة هي الجنكيات، الجنس الجنكة وهي النوع الوحيد الباقي من هذه المجموعة.أنها واحدة من أفضل الأمثلة المعروفة للمستحاثة الحية، بسبب الجنكيات بخلاف أنواع أخرى من الجنكة بيلوبا التي غير معروفة من سجل المستحاثات بعد العصر الحديث.

### أصل الكلمة
الاسم الصيني لهذا النبات هو 銀果 والذي يعني «فاكهة الفضة»، ينطق yínguǒ في الماندرين أوNgan-gwoفي الكانتونية. الاسم الأكثر اعتياداً اليوم هو白果 (bái guǒ)، الذي يعني «الفاكهة البيضاء»، و銀杏 (yínxìng)، الذي يعني«المشمش الفضي».الاسم السابق تم استعارته مباشرة في الفيتنامية ك bạch quả.الاسم الاخير تم استعارته في اليابانية (ginnan) ぎんなん وفي الكورية은행 (eunhaeng)، عندما تم تقديم الشجرة من الصين.
الاسم العلمي للجنكو هو نتيجة خطأ إملائي وقع قبل ثلاث قرون مضت.كانجي عادة تملك نطق متعدد في اليابانية، والصفات銀杏 التي استخدمت ل ginnan يمكن أيضا نطقها ginkyō. إنغلبرت كيمفير [الإنجليزية]، أول غربي للتحقيق في الأنواع في 1690، كتب هذا النطق في الملاحظات التي استخدمت لاحقاً في المتع الغريبة (1712)ب«غير بارع» إملاء «الجنكو». بدا هذا خطا بسيط لكيمفير، ومع هجاء كلماته اليابانية الأخرى التي تحتوي على مقطع" kyō" في الاعتبار، الحروف اللاتينية أكثر دقة التي اتبعت عادة كتاباته التي كان يمكن أن تكون "ginkio"أو "ginkjo". ينيه، الذين اعتمدوا على كيمفير عند التعامل مع النباتات اليابانية المعتمد إملائها المعطى في كتاب كيمفير«نبات تفرضه اليابان»(المتع الغريبة، ص.811).

## الاستخدامات

### الفوائد الصحية للمستخلصات والمكملات الغذائية
الجنكة تم تسويقها على شكل مكمل غذائي بهدف أنها تستطيع تعزيز وظيفة الإدراك عند الناس الذين لا يعانون من مشاكل إدراكية معروفة، لكن هذه الإدعاءات لا أساس لها بسبب أن ليس لها تأثير على الذاكرة أو الانتباه في الأشخاص السليمين.
الجنكة قد درست كعلاج محتمل للخرف ومرض الزهايمر، وكانت النتائج مختلطة.بعض المراجع استخلصت أنه ليس هناك أدلة جيدة تدعم استخدام الجنكة في الخرف، بينما البعض الأخر استخلص أنه مستخلص EGB761 قد يساعد المرضى بالخرف.2008"GEM" دراسة خلصت إلى أنه كإجراء وقائي تجاه ظهور مرض الزهايمر، الجنكة كانت «غير فعالة في إبطاء التدهور الإدراكي».
ليس هناك أدلة جيدة تدعم استخدام الجنكة لعلاج ارتفاع ضغط الدم، التدهور الإدراكي المتعلق بانقطاع الطمث، الطنين، الإنعاش بعد السكتة الدماغية، مرض الشرايين الطرفية، الضمور البقعي، أو داء المرتفعات.

### استخدام الطهي

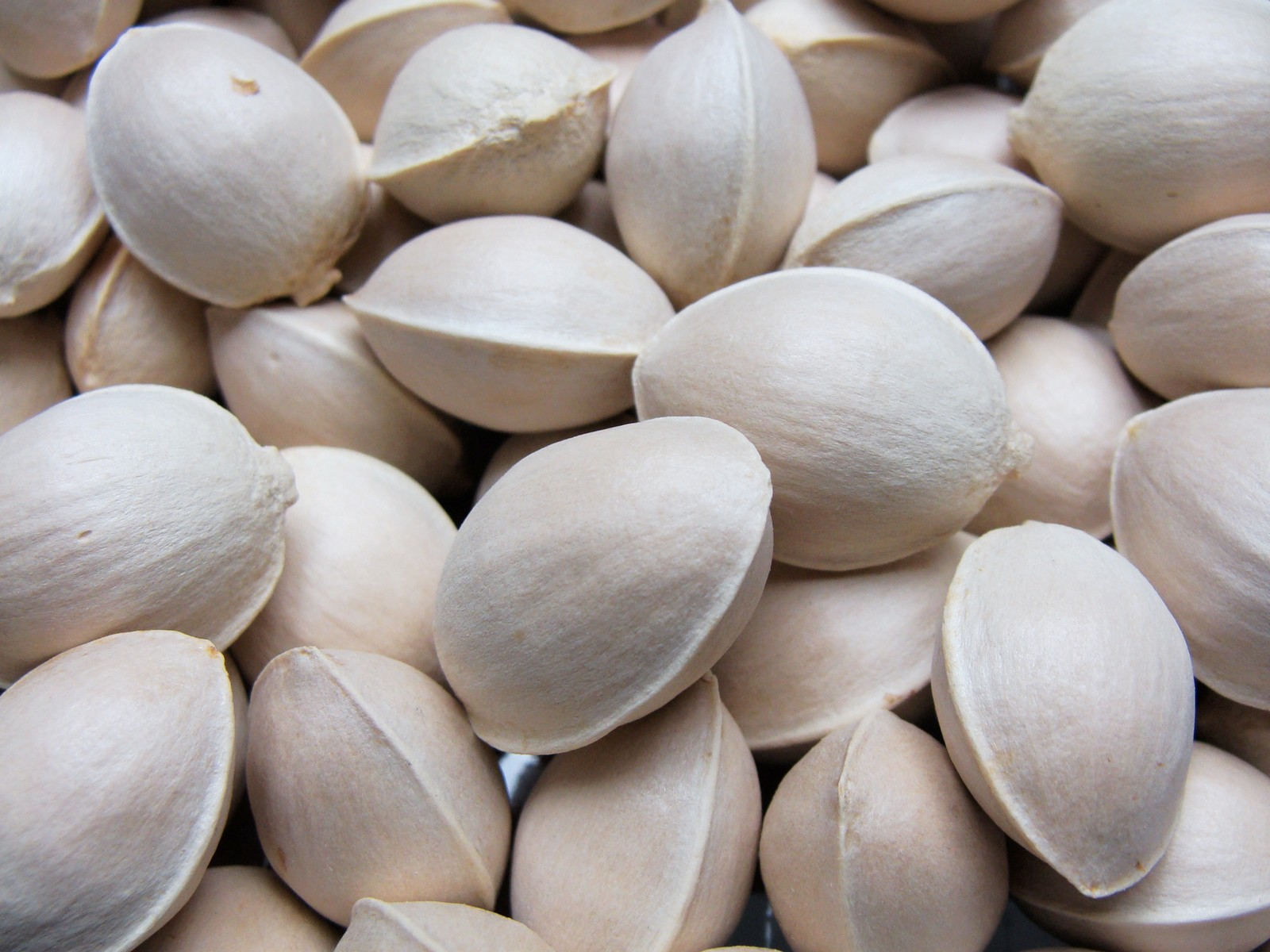
بذور الجنكة بدون الغشاء العضلي الخارجي

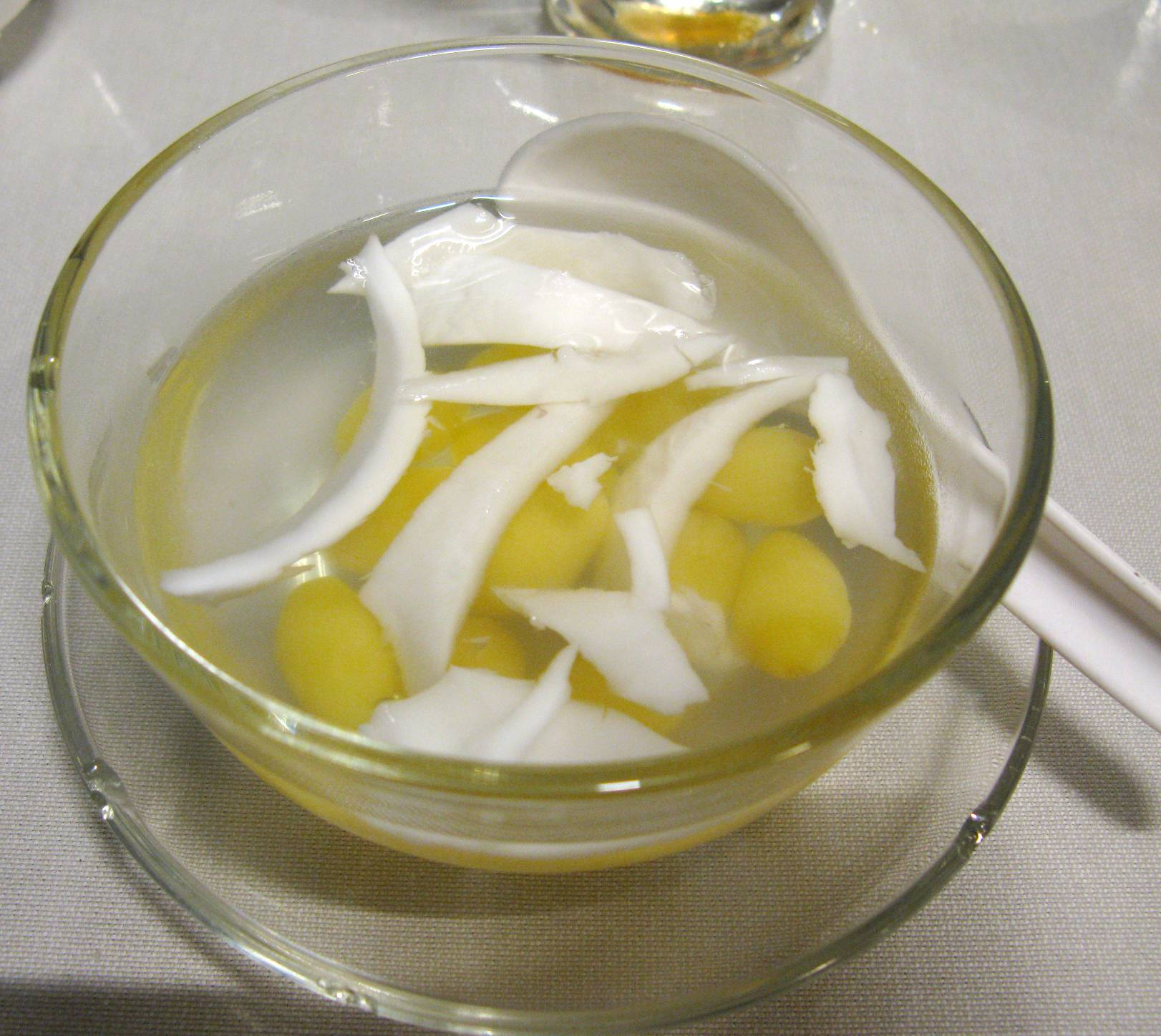
بذور الجنكة تقدم مع لب ثمار جوز الهند المسلوقة كحلوى في تايلاند

النبات المشيجي الشبيه بالجوز داخل البذور ثمن بشكل خاص في أسيا، وهي طعام صيني تقليدي.ثمار الجنكة تستخدم في كونج [الإنجليزية]، وغالباً تقدم في المناسبات الخاصة مثل حفلات الزفاف والسنة الصينية الجديدة(كجزء من طبق نباتي يسمى فرحة بوذا [الإنجليزية]).في الثقافة الصينية هم يعتقدون أنها تملك فوائد صحية; البعض أيضاً يعتبر أنها تملك خواص منشطة جنسياً.الطهاة اليابانيون أضافوا بذور الجنكة (تسمى جنين)إلى أطباقهم مثل شوان موشي [الإنجليزية]، والبذور المطبوخة غالباً تؤكل جنباً إلى جنب مع الطباق الأخرى.
عندما تؤكل في كميات كبيرة أو لفترة طويلة، خصوصاً عند الأطفال[31]النبات المشيجي (اللحمي) للبذور يمكن أن يسبب تسمم بواسطة 4'-او-ميثيل بيريدوكسين [الإنجليزية](MPN).MPN هو مستقر بالحرارة ولا يتخرب بالطهي. الدراسات أثبتت أن التشنجات المسببة من قبل MPN يمكن منعها أو إنهائها بواسطة البيريدوكسين.
بعض الأشخاص حساسون للمواد الكيميائية الموجودة في ساركوتيستا، الغشاء اللحمي الخارجي.هؤلاء الأشخاص يجب أن يتعاملوا مع البذور بحذر عندما يعدون البذور للاستهلاك، حيث يلبسون قفازات تستعمل لمرة واحدة.أعراض التهاب الجلد التحسسي أو البثور التي تكون مشابهة لتلك التي تسببها ملامسة اللبلاب (نَبَاتٌ عُشْبِيٌّ مُعْتَرِشٌ يَلْتَفُّ عَلَى الْمَزْرُوعَاتِ وَالشَّجَر)ِ السام. مع ذلك، البذور المزال غشائه اللحمي تكون غالباً أمنة للتعامل.

## الأعراض الجانبية
الجنكة قد تملك أثاراً غير مرغوب بها، خاصة عند الأشخاص الذين يعانون من اضطرابات بالدورة الدموية والذين يتناولون مضادات التخثر مثل الأسبرين أو الوارفارين، بالرغم من ان هناك دراسات حديثة وجدت أن الجنكة لا يملك إلا القليل أو أي تأثير على خواص مضادات التخثر أو الحركية الدوائية للوارفارين في الأشخاص الأصحاء.
الجنكة يثبط اكسيديز أحادي الأمين، لذلك الناس الذين يتناولون أنواع محددة من مضادات الاكتئاب (مثل مثبطات اكسيديز أحادي الأمين ومثبطات امتصاص السيروتيونين الانتقائية) قد يواجهون أثار جانبية تشمل زيادة خطر تطور متلازمة السيروتيونين، وهي حالة مهددة للحياة.[50] [52]
أثار جانبية إضافية تشمل زيادة خطر النزيف، الانزعاج الهضمي، الغثيان، القيء، الإسهال، الصداع، الدوخة، خفقان القلب، والأرق. الجنكة يجب أن تستخدم بحذر عندما تدمج مع أعشاب أخرى معروف أنها تزيد النزيف (مثل الثوم، الجنسينغ، الزنجبيل).
وفقاً للمرجع النظامي، تأثير الجنكة على المرأة الحامل قد يشمل زيادة في وقت النزيف، ويجب تجنب استخدامه خلال فترة الرضاعة لعدم كفاية أدلة السلامة.

### تحذيرات الحساسية وموانع الاستخدام
بعض الكتاب أدعو أن مستخلصات الجنكة بيلوبا، التي تؤخذ بالتشارك مع الأدوية المضادة للتخثر مثل الوارفارين أو الكومادين، تزيد من خطر النزيف نتيجة نشاط مضاد الصفيحات المفترض.المخاوف من أن مستحضرات الجنكة بيلوبا المعايرة (GBE) تؤثر بشكل كبير على تخثر الدم أو تؤثر عكساً على سلامة أدوية مضادات التخثر لم تدعم من قبل الأدب الطبي الحالي.
وجود امينتوفلافون [الإنجليزية] في أوراق الجنكة بيلوبا تشير إلى إمكانية التفاعل مع العديد من الأدوية عبر تثبيط قوي ل CYP3A4 وCYP2C9 [الإنجليزية];على الرغم من ذلك، لا يوجد دليل يدعم هذه العملية.علاوة على ذلك، في الجرعات الموصى بها، أظهرت الدراسات، «تناول جرعات متعددة من الجنكة بيلوبا لم يؤثر على نشاط السيتوكروم P-450 أو 3A4 في المتطوعين الأسوياء.» تراكيز الامينتوفلافون الموجودة في مستخلصات الجنكة التجارية ربما تكون منخفضة جداً لتكون فعالة دوائياً.
أوراق الجنكة بيلوبا والغشاء اللحمي الخارجي للبذور أيضاً يحوي حمض الجنكوليك، والتي هي مسببة للحساسية للغاية، سلسلة طويلة من الكيل فينول مثل بيلو بول [الإنجليزية] أو أديبوستاتن أ [الإنجليزية](بيلو بول هي عبارة عن مادة تتعلق ب حمض اناكارديتش [الإنجليزية] من غشاء جوز الكاجو والمواد المخرشة الموجودة في اللبلاب السام وأنواع السماق الأخرى.) الأشخاص الذين لديهم تاريخ بالحساسية القوية من اللبلاب السام والمانجو والكاجو والنباتات الأخرى المنتجة للالكيل فينول هم أكثر عرضة لأن يصابوا بالتحسس من المستحضرات التي تحوي الجنكة غير المعاير إن كانت مركبة أو مستخلصة كذلك.مستوى الحساسية من المستحضرات الصيدلانية المعايرة من الجنكة بيلوبا قيدت إلى 5 جزء من المليون من قبل اللجنة E [الإنجليزية] من السلطة الصحية للاتحاد الألماني السابق.

## الزراعة

رمز محافظة طوكيو، يمثل ورقة الجنكو

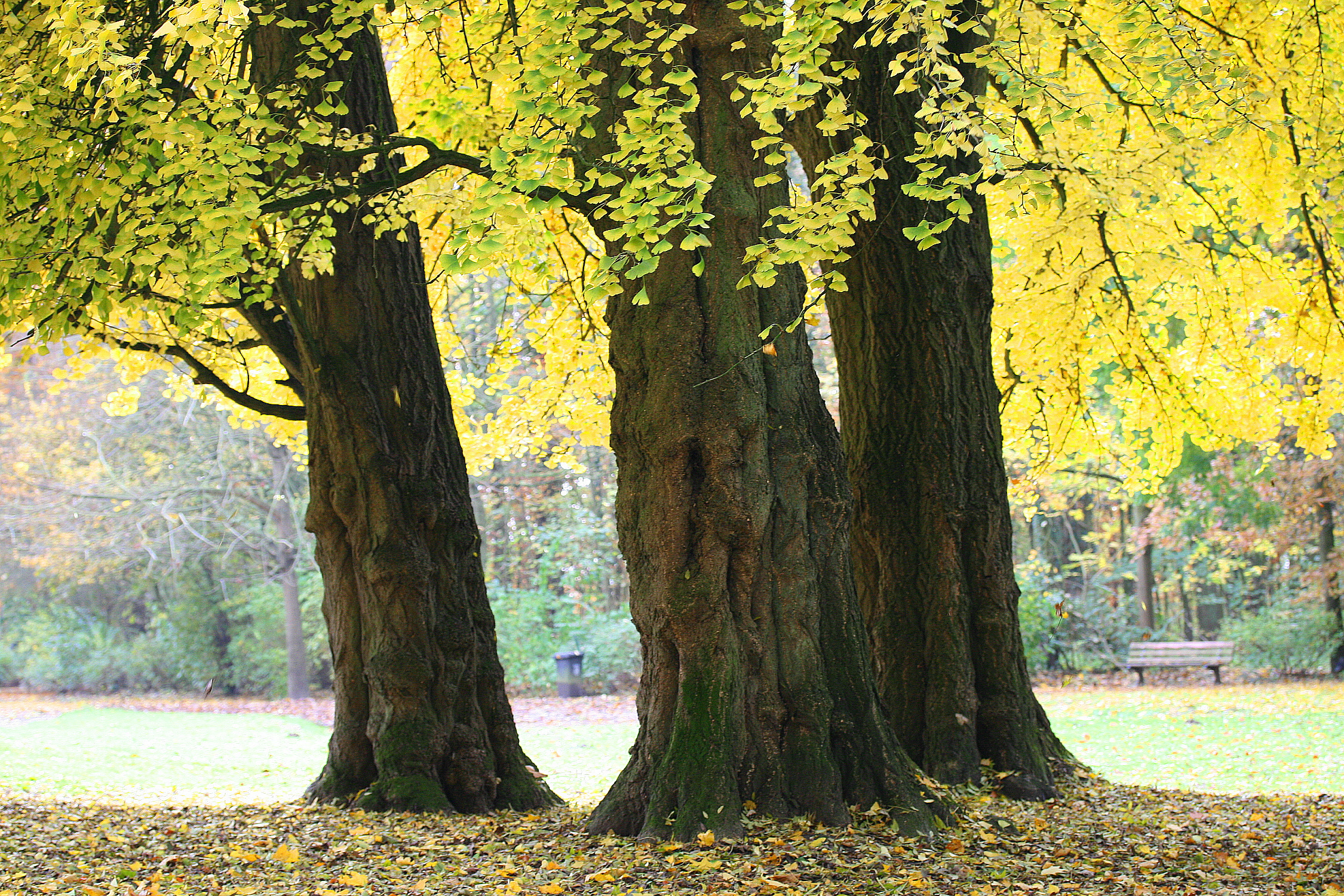
الجنكة بيلوبا في مورلانويلز-ماريمونت بارك، بلجيكا

الجنكة منذ فترة طويلة مزروعة في الصين;بعض الأشجار المزروعة في المعابد يعتقد أنها كانت من أكثر من1500 سنة مضت.أول سجل للأوربيين تطرق لها في عام 1690 في حدائق المعبد الياباني، حيث الشجرة شوهدت من قبل عالم النبات الألماني إنغلبرت كيمفير [الإنجليزية]. بسبب وضعها في البوذية والكونفوشيوسية، الجنكة زرعت أيضا بشكل واسع في كوريا وأجزاء من اليابان;في كلا المنطقتين، بعض التجنيس قد حدث، مع بذور الجنكة في الغابات الطبيعية.
في بعض المناطق، أغلب الجنكة المزروعة عمداً تكون أصناف ذكرية مطعمة من خلال النباتات المنتشرة من البذرة، لأن الأشجار الذكرية لا تنتج بذور ذات رائحة كريهة.الصنف الشعبي «الخريف الذهبي» هو استنساخ للنبات لذكري.
العيب في أشجار الجنكة بيلوبا الذكرية انه هي مسببة للحساسية للغاية.أشجار الجنكة الذكرية تملك OPALSوتصنيف نطاق حساسية من 7(من أصل 10)، حيث الأشجار الأنثوية، التي لا تنتج حبوب اللقاح، تملك OPALSتصنيف نطاق حساسية من 2.
تشمل الأصناف الأنثوية«روعة الحرية»، «سانتا كروز»، «الفتاة الذهبية»، سميت بذلك بسبب لون أوراقها الأصفر الجذاب في الخريف.
الجنكة يتكيف جيداً مع البيئات الحضرية، ويتحمل التلوث ومساحات التربة المحصورة. نادراً ما يتعرض لمشاكل المرض، حتى في الظروف الحضرية، ويهاجموا من قبل بعض الحشرات لهذا السبب، ولجمالها العام، الجنكة هي أشجار ظليه وحضرية جيدة، وزرعت بشكل واسع على طول العديد من الشوارع.
الجنكة أيضا من المواضيع الشعبية المتعلقة بمواضيع النمو مثل بنجينغ [الإنجليزية] وبونساي؛ يمكن أن تحفظ بشكل مصنع صغيرة وتحفظ على مدى القرون. علاوة على ذلك، الأشجار من السهل أن تنتشر من البذور.
ورقة الجنكة هي رمز مدرسة أوراسينكي [الإنجليزية] لحفل الشاي الياباني. الشجرة هي الشجرة الوطنية للصين، وهي الشجرة الرسمية لعاصمة اليابان طوكيو، ورمز مدينة طوكيو هو ورقة الجنكة .

## علم الحفريات

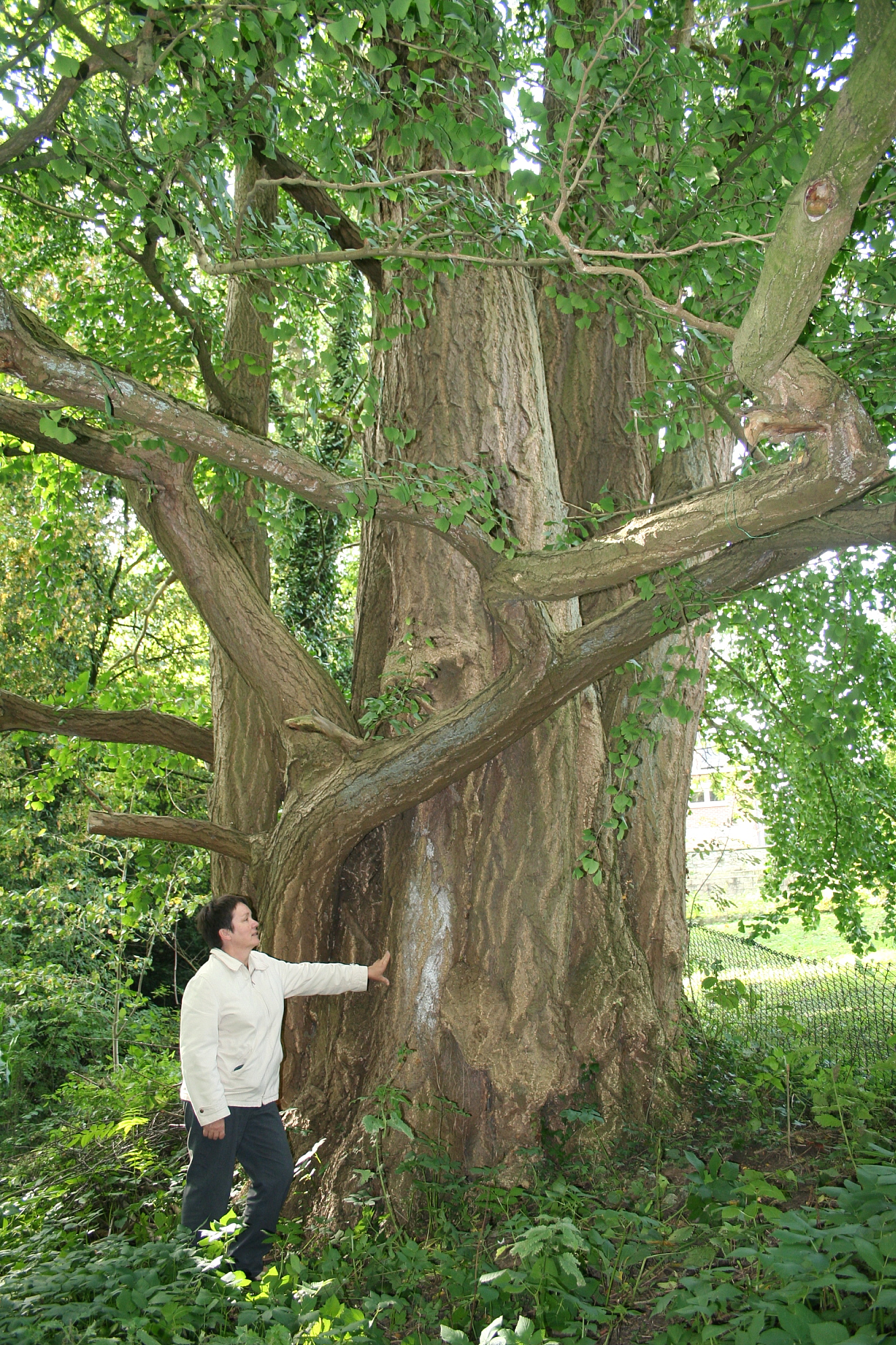
الجنكة بيلوبا في تورناي، بلجيكا

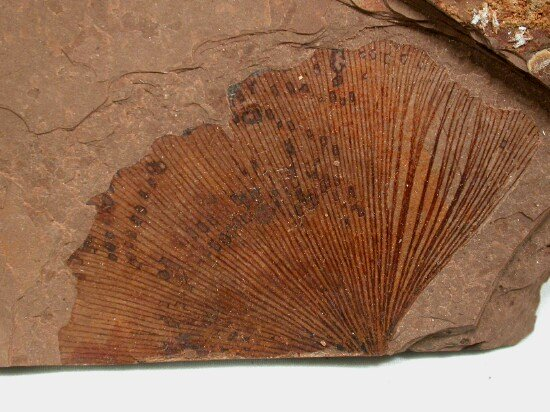
ورقة ايوسين الجنكة بيلوبا من McAbee قبل الميلاد، كندا

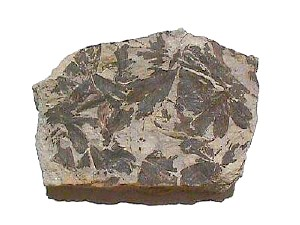
مستحاثة الجنكة الموجودة من العصر الجوراسي بانكلترا

الجنكة تعتبر من الاحفورات الحية، مع الاحافير المعروفة المتعلقة بشكل قابل للتميز مع الجنكة الحديثة من العصر البرمي، والتي يعود تاريخها إلى 270مليون سنة.أكثر مجموعة متوارثة منطقية لترتيب الجنكيات هي سرخسيات بذرية، وتعرف أيضاً «سرخس البذرة»، تحديداً ترتيب Peltaspermales [الإنجليزية]. أقرب الأقارب الحية لل كليد [الإنجليزية] هي السيكاسيات،<[ref name=royer/>:84 التي تشارك مع الجنكة بيلوبا الموجودة صفة الحيوان المنوي المتحرك. المستحاثات التي تعزى إلى جنس الجنكة ظهرت للمرة الأولى في وقت من العصر الجوراسي المبكر، وتنوع الجنس وانتشرت في جميع أنحاء لوارسيا خلال منتصف العصر الجوراسي وأوائل العصر الطباشيري.الجنكة تراجعت في التنوع كلما تقدم العصر الطباشيري، وبحلول العصر الحديث، جنكو اديانتوديس كانت نوع الجنكة الوحيد المتبقي في نصف الكرة الشمالي، بينما شكل مختلف لدرجة كبيرة (وغير موثق توثيقاً جيداً)استمر في نصف الكرة الجنوبية.في نهاية العصر الحديث، مستحاثة الجنكة اختفت من السجل الأحفوري في كل مكان ما عدا منطقة صغيرة في وسط الصين، حيث الأنواع الحديثة نجت.من المشكوك فيه إذا ما كان أنواع مستحاثة نصف الكرة الشمالية للجنكو يمكن تميزها بشكل موثوق.نظراً لبطئ مسيرة التطور والتشابه الشكلي بين أفراد الجنس، قد يكون هناك واحدة أو اثنتين فقط من الأنواع الموجودة نصف الكرة الشمالي خلال مجمل عصر الحياة الحديثة: في الوقت الحاضر جنكو بيلوبا (تشمل adiantoides G.) وG.gardneri [الإنجليزية] من العصر الحديث من اسكتلندا.:85
على الأقل شكلياً، G.gardneri وأنواع نصف الكرة الجنوبي هي فقط الأصناف المعروفة بعد العصر الجوراسي والتي يمكن التعرف عليها بشكل غير غامض.البقية يمكن أن تكون أنماط بيئية أو نويعات. شمولية الجنكة بيلوبا ستكون للتي قد وقعت على نطاق واسع للغاية، وتملك مرونة جينية ملحوظة، وبالرغم من التطور الجيني، لم تظهر أنواع جديدة ابداً.في حين أنه قد تبدو تلك الأنواع مستقرة قد تتواجد ككيان متجاور لعدة ملايين من السنيين، العديد من معالم تاريخ حياة الجنكة متناسبة.هذه المعالم تكون: طول العمر المدقع;معدل التكاثر البطيء;(في العصر الحديث وفي أحقاب لاحقة)متجاورة بشكل واضح وواسع، لكن التوزيع متصل ومتفق بشكل منتظم ويمكن برهنته من السجل الأحفوري، النباتات المتطرفة جداً (المقيدة بالبيئات المضطرة لتجاور الجدول).:91
في العصر الحديث الجنكة بيلوبا تنمو بشكل أفضل في البيئات التي تسقى وترشح جيداً.:87 ومستحاثة الجنكة المماثلة للغاية تفضل بيئات مشابهة: سجل الرواسب في غالبية نواحي مستحاثة الجنكة يشير إلى أنها نمت بشكل رئيسي في المناطق المضطربة على طول مجاري المياه والسدود. الجنكة ، لذلك تقدم«مفارقة بيئية» بسبب بينما أنها تملك بعض السمات الإيجابية للعيش في البيئات المضطربة (التكاثر النسيلي)و العديد من سمات تاريخ حياتها الأخرى (النمو البطيء، بذرة كبيرة الحجم، وقت متأخر للنضج التناسلي)هي تعاكس تلك التي ظهرت من قبل النباتات الحديثة التي تزدهر في المناطق المضطربة.:92
نظراً لبطئ معدل نمو الأجناس، الجنكة ربما تمثل إستراتجية ما قبل مغلفات البذور للبقاء في البيئات المضطربة المجاورة للجدول. الجنكة تطورت في عصر قبل النباتات المزهرة، عندما السرخس، وو السيكاسيات، والسيكاديودس سيطرت على البيئات المجاورة للجدول، شكلت مظلات شجيرية مفتوحة ومنخفضة.بذور الجنكة الكبيرة وعادة«انشقاق» نموها إلى ارتفاع 10متر قبل أن تتمدد فروعها الجانبية، قد جعلها تتأقلم لمثل هذه البيئات.بسبب التنوع في الأجناس الجنكة تندرج في العصر الطباشيري (جنباً إلى جنب مع السراخس، والسيكاسيات، والسيكاديودس)في نفس الوقت النباتات المزهرة كانت في نمو، فكرة أن النباتات المزهرة مع أفضل تكيف لإزاحة الجنكة المضطربة والمتعلق به مع الوقت دعمت.:93
لجنكو استخدمت لتصنيف النباتات ذات الأوراق التي تملك أكثر من أربع عروق في كل مقطع، Baiera لمن هم أقل من أربع عروق في المقطع.Sphenobaiera [الإنجليزية] استخدمت لتصنيف النباتات ذات الورقة اسفينية الشكل بصورة عامة التي تفتقر إلى جذع الورقة البارز.Trichopitys أنها تميز من حيث الأوراق ذات تشعبات عديدة وأسطوانية (ليست عريضة)، انقسامات شبه خيطية لا محدودة;هي واحدة من أوائل المستحاثات التي أرجعت إلى الجنكوفايتا.

## الوصف

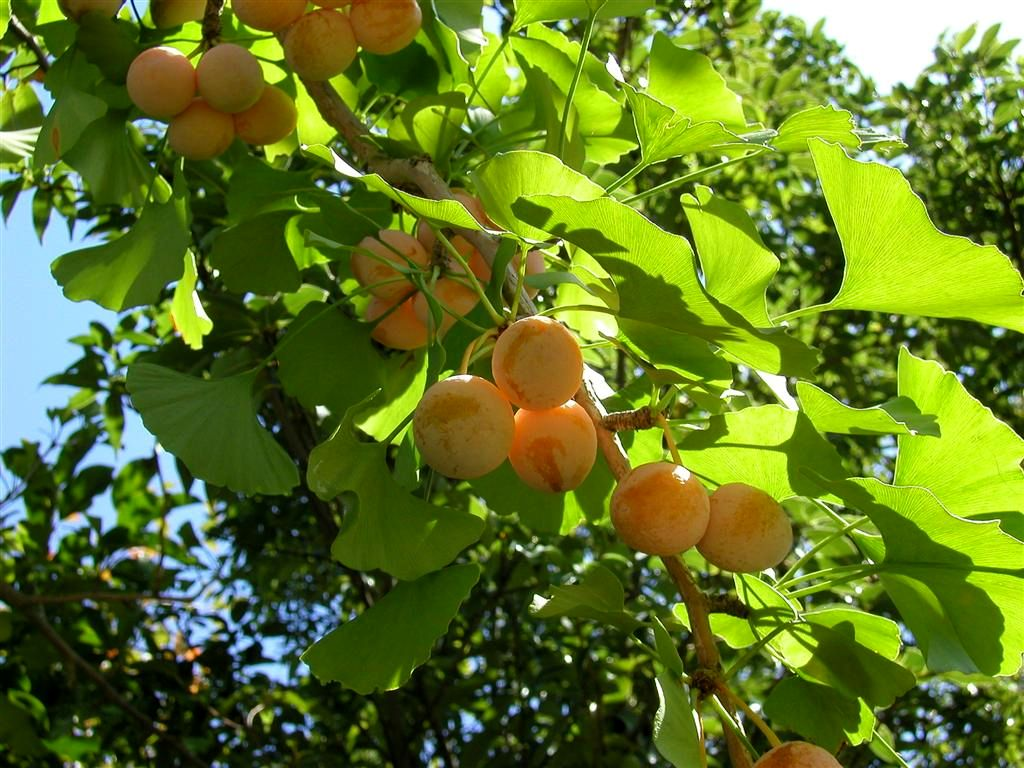
عندما تتطور جميع البذور، فإنها تتدلى مثل "التوائم"

الجنكة هي أشجار كبيرة، عادة يبلغ ارتفاعها 20-35متر (66-115 قدم)، وبعض العينات في الصين بلغت أكثر من 50متر (164قدم).الشجرة تملك قمة تاجية بارزة وطويلة، وأفرع غير منتظمة إلى حد ما، وعادة تكون ذات جذور عميقة ومقاومة للرياح والتضرر بالثلج. الاشجار الشابة تكون غالبا طويلة ونحيلة، وقليلة التفرع، التاج [الإنجليزية] Crown_(botany) يصبح أوسع كلما تقدمت الشجرة بالعمر. خلال فصل الخريف الأوراق تتبدل إلى اصفر مشرق، وبعد ذلك تسقط، وأحيانا خلال فترة قصيرة من الزمن (يوم إلى 15يوم). تقاوم الامراض بأكثر من طريقة، الخشب مقاوم للحشرات، والقابلية لتشكيل الجذور الهوائية والبراعم تجعل الجنكة يعيش طويلا، وتبين من بعض العينات ان تكون عاشت أكثر من 2500 سنة. وهي النبات الذي تعايش مع الديناصورات، وتستخدم منها أشجار في أوروبا في الوق الحالي للزينة.
الجنكة من الأنواع قليلة التحمل للظل نسبياً التي (على الأقل المزروعة) تنمو أفضل في البيئات التي تسقى جيدا وترشح جيدا.الأنواع تبين تفضيلها للمواقع المضطربة;في الشبه برية تقف عند تيان ميو شان، بعض العينات وجدت على طول ضفاف الأنهار، والمنحدرات الصخرية، وحواف المنحدرات. وفقا لذلك فالجنكة تحتفظ بقدرة هائلة للنمو الخضري.إنها قادرة على أن تنبت من براعم مستقرة جانب قاعدة الجذع (lignotubers [الإنجليزية] – وهو انتفاخ خشبي - أو قاعدة تشي تشي)استجابة للاضطرابات، مثل تأكل التربة.الأفراد الكبار بالسن أيضا قادرين على إنتاج جذور هوائية على الجانب السفلي للفروع الكبيرة استجابة للاضطرابات مثل تضرر التاج هذه الجذور يمكن أن تؤدي إلى استنساخ نسيلي ناجح عبر الاتصال مع التربة.هذه الاستراتجيات مهمة بشكل واضح في استمرارية الجنكة;في استطلاع في " مناطق شبه وعرة" شمل المتبقية في تيان ميو شان [الإنجليزية]: 40 %من العينات التي شملتها الدراسة كانت متعددة السيقان، وعدد قليل من الشتلات كانت موجودة.:86–87

### المواد الكيميائية في الجنكة بيلوبا
مستخلصات أوراق الجنكة يحتوي جليكوسيدات الفلافونويد (ميريستين [الإنجليزية] وكيرسيتين) وتيربينويدس (جنكولايدس [الإنجليزية] وبيلوبلايدس [الإنجليزية]).
النبات يحوي أيضاً بيوفلافونس محتويات هامة موجودة في الأوراق المستخدمة طبياً هي تيربين تريلاكتونس مثل جنكولايدس A،B،C،J وبيولوبلايد، العديد من جليكوسيدات الفلافونويد، بيوفلافونس [الإنجليزية]، بروانثوسيانيدينس، الكيل فينول، أحماض الفينول البسيطة، حمض 6- هيدروكسي كينيورنك، 4'-أو-ميثيل بيريدوكسين وبوليبريونل [الإنجليزية].

## الفروع
فروع شجرة الجنكة تنمو طوليا بواسطة نمو البراعم مع أوراق متباعدة بانتظام، كما يشاهد في معظم الاشجار.من محاور هذه الأوراق«محفز البراعم»(وتسمى أيضا براعم قصيرة)تتطور للنمو في السنة الثانية.البراعم القصيرة تملك فواصل عقدية قصيرة جداً (لذلك قد ينمو فقط واحد واثنين سنتيمتر عدة سنوات)و أوراقها عادة ليست ذات فلقات.هي قصيرة، كثيرة البروز، وتصطف بانتظام على الفروع ما عدا في السنة الأولى للنمو.بسبب قصر الفواصل العقدية، الأوراق تظهر مجتمعة على رؤوس البراعم القصيرة، والبنيات التناسلية تتشكل فقط عليهم (أنظر الصورة بالأسفل-البذور والأوراق مرئية على البراعم القصيرة). في الجنكو، كما في النباتات التي تملكهم، البراعم القصيرة تسمح بتشكل أوراق جديدة في الأجزاء القديمة للتاج.بعد عدة سنوات، البراعم القصيرة قد تتبدل لتصبح براعم (مألوفة)طويلة أو العكس صحيح.

## الأوراق

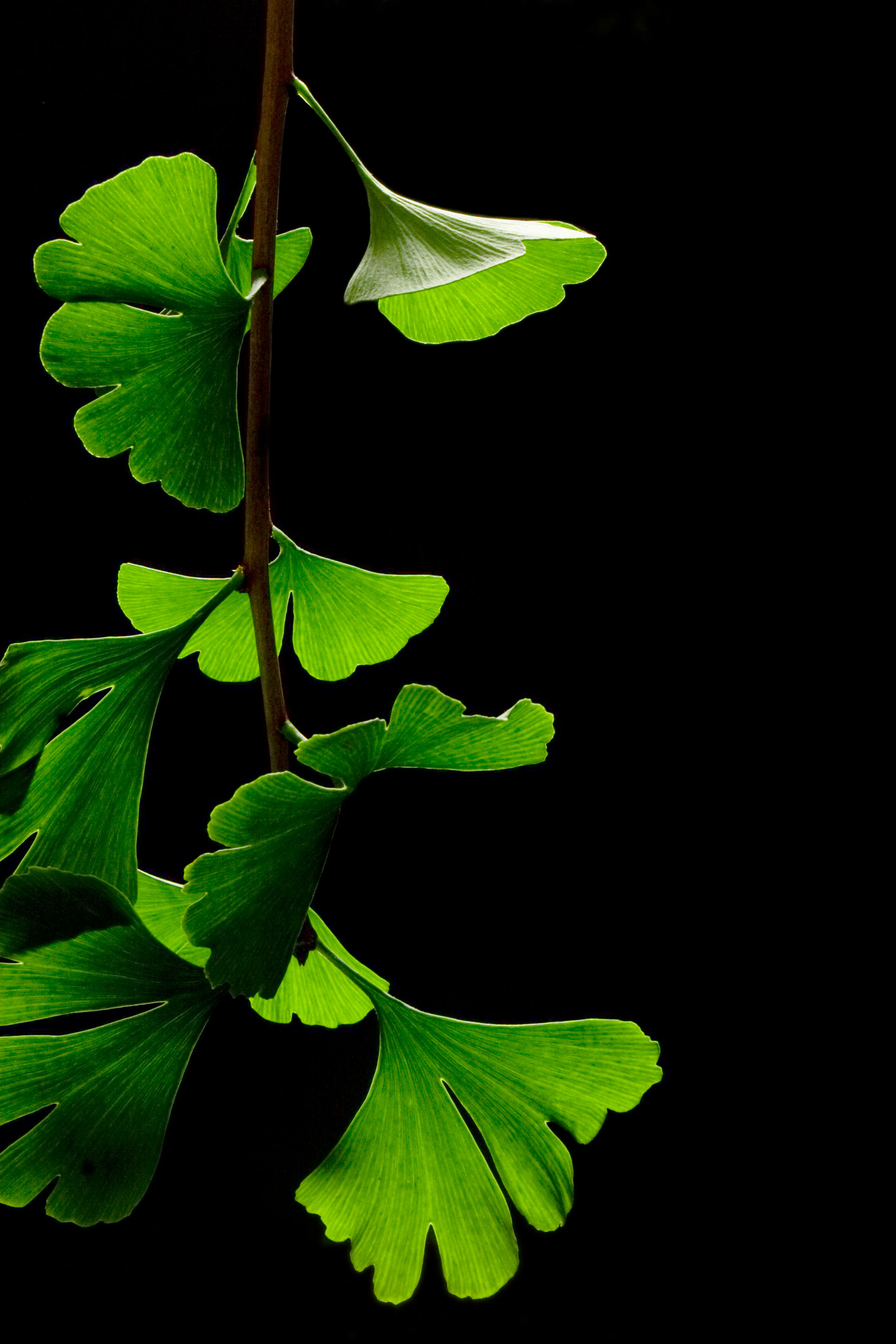
أوراق الجنكة في الصيف

الأوراق فريدة بين النباتات ذات البذور، تبدو مروحية الشكل مع عروق تنبثق للخارج خلال نصل الورقة، أحيانا انقسام (انشقاق)، لكن ليست تَفاغُرية (بُنْيَةٌ تَشْريحِيَّةٌ أو نَسيجِيَّةٌ أو جَنينِيَّةٌ تَصِلُ بَينَ عُضْوَين) لتشكيل شبكة). اثنان من العروق تدخل في قاعدة نصل الورقة وتتشعب بشكل متكرر في ثنائيات; هذا يعرف بتوزع العروق الثنائي.الأوراق تكون غالبا 5- 10سم (2-4انش)، لكن احيانا يصل طولها إلى 15سم (6انش).الاسم الشعبي القديم "شجرة كزبرة البئر"هو بسبب الأوراق التي تشبه بعض الريش لسرخس كزبرة البئر،أديانتيوم كابلس- فينيرس.الجنكة قيمة بسبب أوراقها الخريفية، التي تكون صفراء زعفرانية غامقة.
أوراق البراعم الطويلة عادة تكون مسننة وذات فلقات، لكن فقط من السطح الخارجي، بين العروق.هم كلاهما يحملان على قمم متفرعة تنمو بسرعة، حيث يكونون متناوبين ومتباعدين، وأيضاً على براعم محفزة قصيرة وغليظة، حيث تتجمع على القمم.

## التكاثر

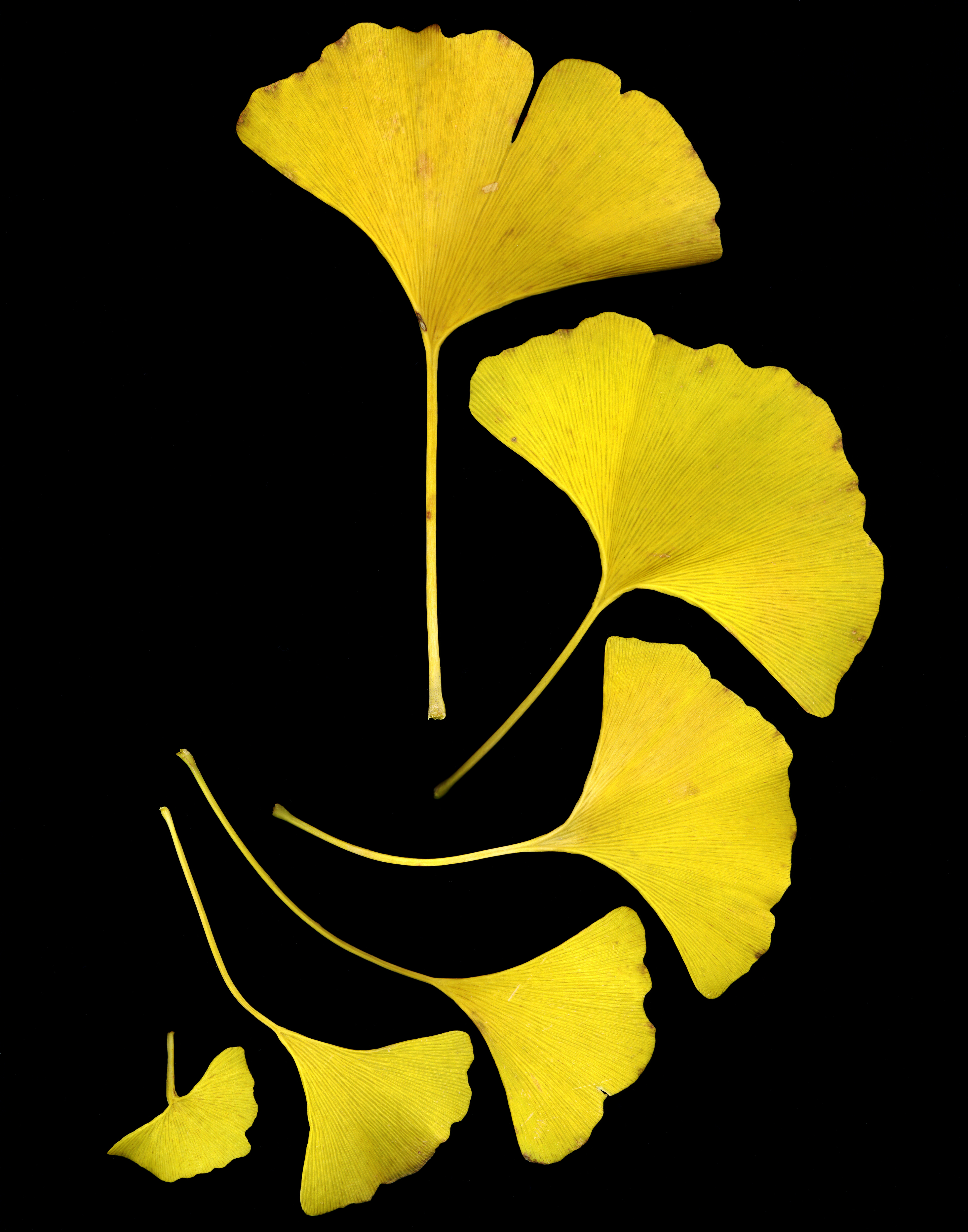
أوراق الجنكة في الخريف

الجنكة هي ثنائية الجنس، مع أجناس مختلفة، بعض الأشجار تبدو أنثوية والبعض الأخر يبدو ذكرية.النباتات الذكرية تنتج مخاريط الطلع الصغيرة مع الابواغ [الإنجليزية]، كل منهما يحمل اثنين من أبواغ حلزونية [الإنجليزية] صغيرة مرتبة حول المحور المركزي.
النباتات الأنثوية لا تنتج المخاريط. اثنين من البويضات تتشكل في نهاية الساق، وبعد التلقيح، احدهما أو كلاهما تتطور إلى بذرة.البذرة يكون طولها 1.5-2سم.طبقتها الخارجية اللحمية (الغشاء الخارجي العضلي [الإنجليزية])تكون ذات لون بني مصفر فاتح ولينة وتشبه الفاكهة. إنها جذابة في مظهرها، ولكن تحتوي حمض الزبدة(المعروف أيضاً بحمض البوتانويك) ورائحته عندما يسقط تشبه الزبدة الفاسدة أو القيء. تحت الغشاء العضلي الخارجي يكون غشاء صلب قاسي («قشرة» البذرة) وغشاء داخلي ورقي، مع nucellus محيطة بالأمشاج الأنثوية في المركز.
تلقيح بذور الجنكة يحدث من خلال الحيوانات المنوية المتحركة، كما في السيكاسيات، السراخس، وأشنات، والطحالب.الحيوان المنوي كبير (حوالي 70-90 ميكروميتر) وتشابه الحيوانات المنوية للسيكاسيات، التي تكون أكبر قليلاً.حيوان الجنكة المنوي أكتشف لأول مرة من قبل عالم النبات الياباني Sakugoro Hirase [الإنجليزية] عام 1896. الحيوان المنوي يملك بنية معقدة متعددة الطبقات، والتي هي أجسام قاعدية في حزام متواصل، والتي تشكل قاعدة لعدة ألاف من الأسواط، التي لديها بالفعل حرك تشبه الأهداب.جهاز الأهداب/الاسواط يسحب جسم الحيوان المنوي للأمام.الحيوان المنوي يملك فقط مساحة صغيرة ليسافر إلى عضو التأنيث، والتي يوجد منها عادة اثنين أو ثلاثة.اثنين من الحيوانات المنوية يتم إنتاجها، واحدة منها ينجح بتخصيب البويضة.على الرغم من أنها تقوم على نطاق واسع إن تخصيب بذور الجنكة يحدث فقط قبل أو بعد سقوطها في أوائل الخريف، الأجنة عادة تحدث في البذور فقط قبل أو بعد أن تسقط من الشجرة.

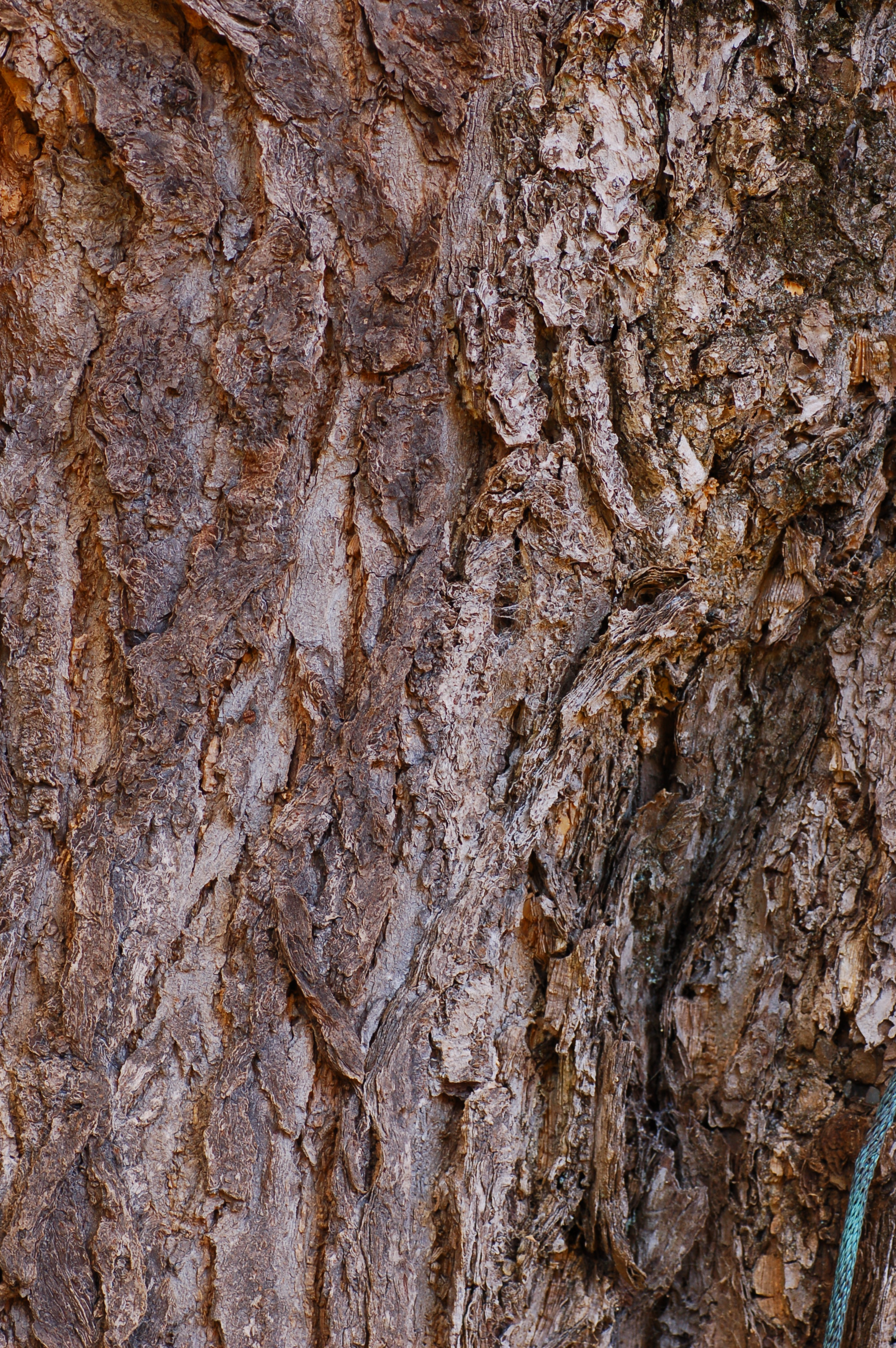
لحاء الجذع
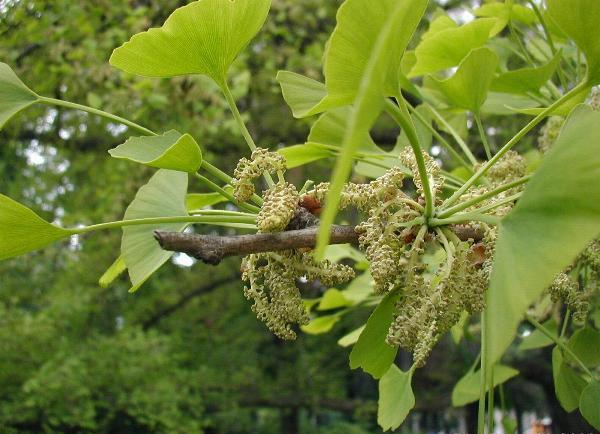
مخاريط الجنكة الحاملة لغبار الطلع
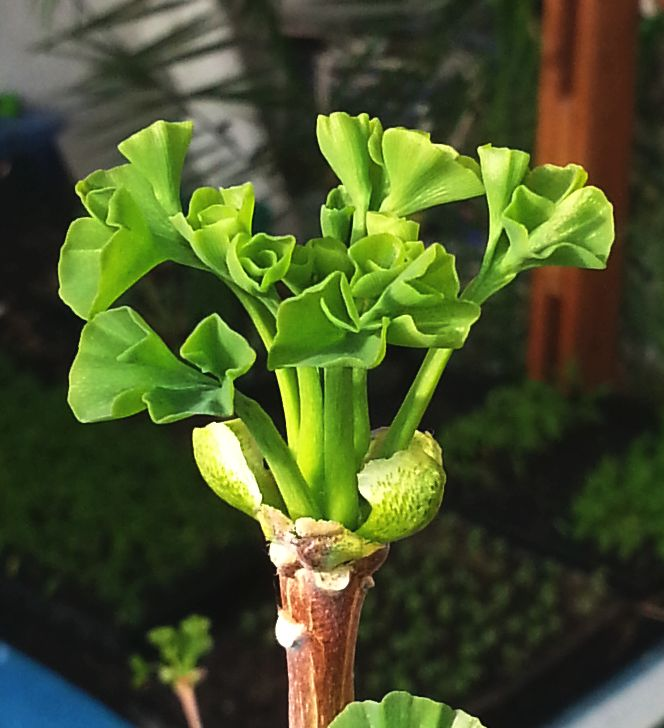
برعم في فصل الربيع
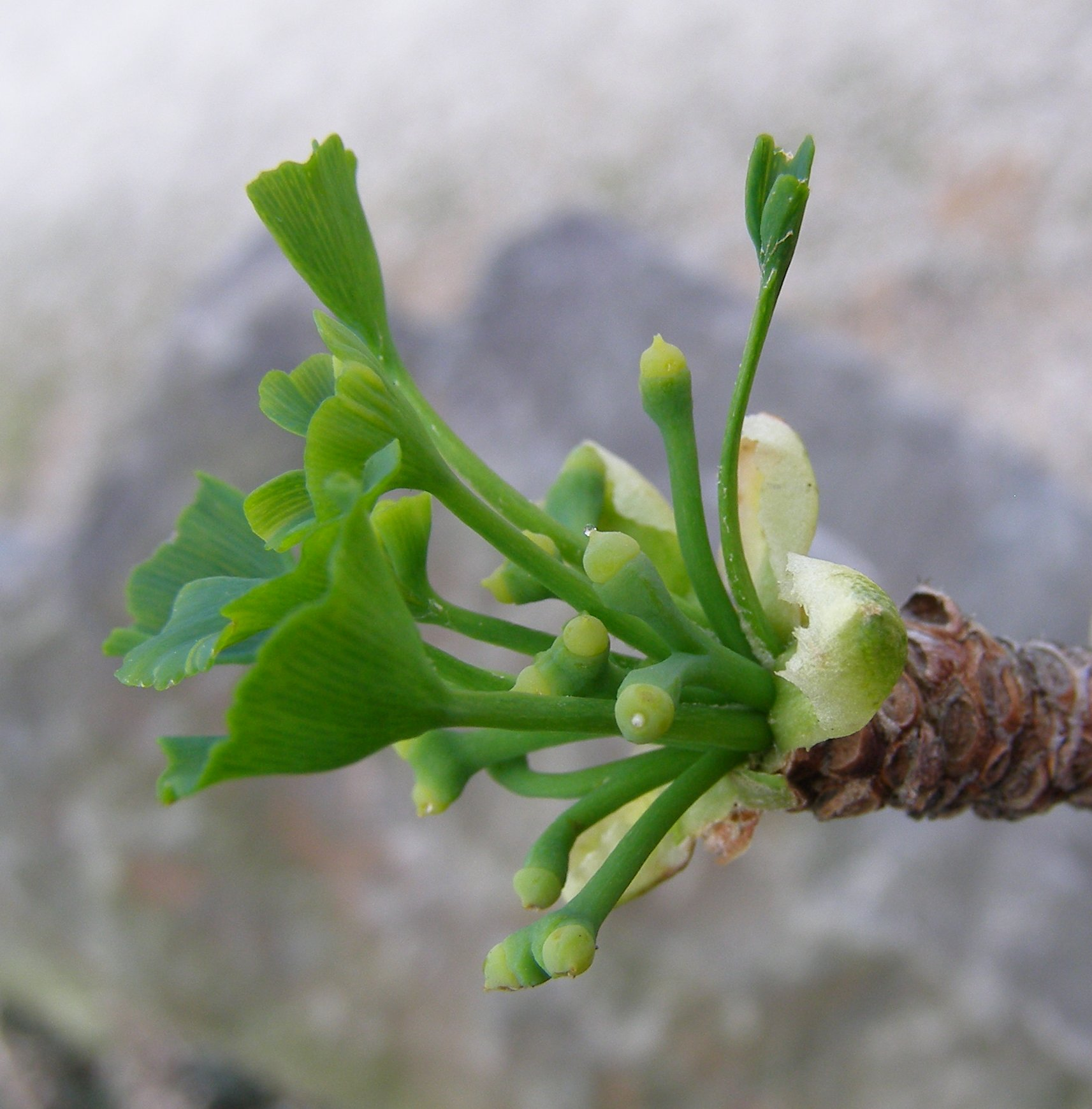
بويضات جاهزة للإخصاب
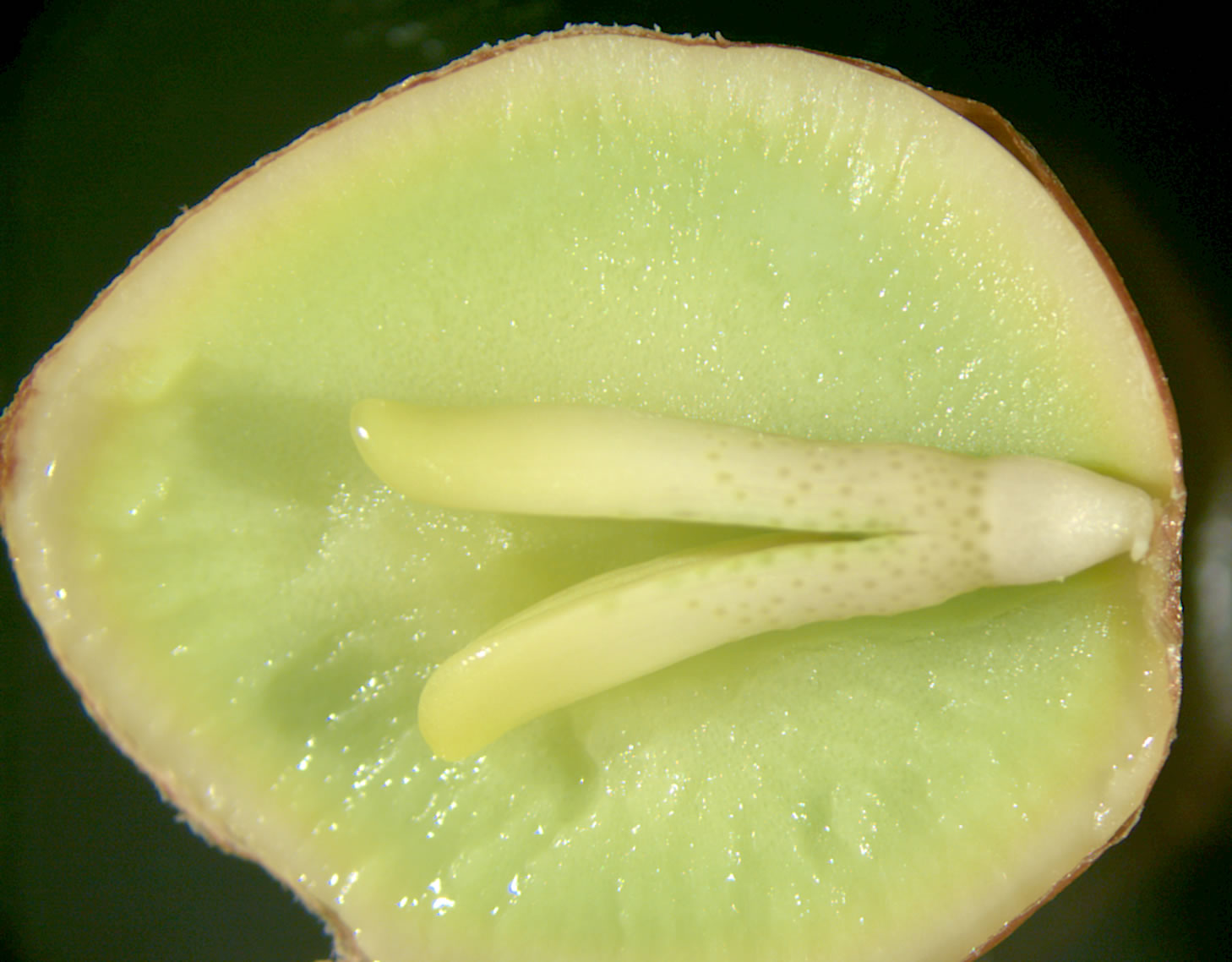
أمشاج أنثوية، تشريح من بذور منسلخة طازجة من الشجرة، تحوي جنين متطور جيداً
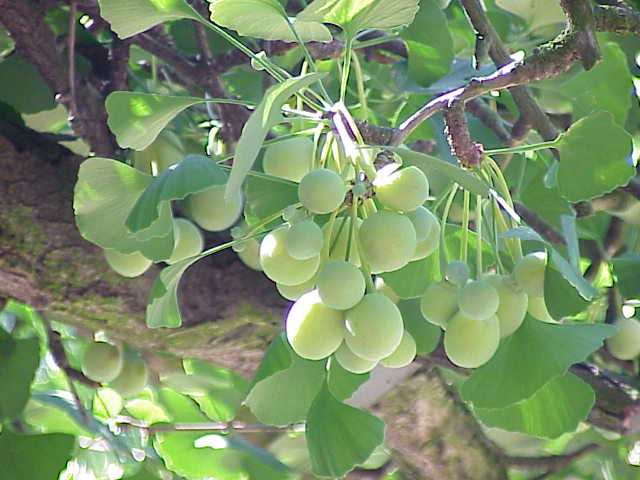
أوراق وبويضات الجنكة غير الناضجة
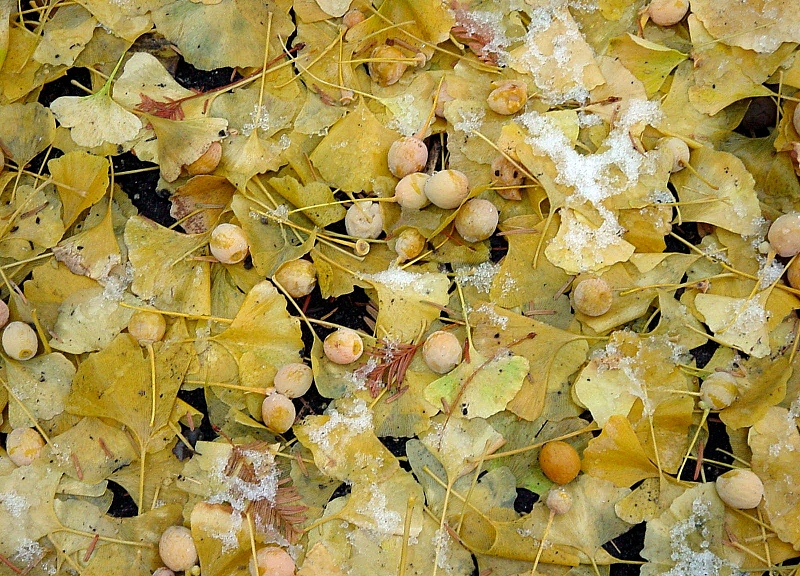
أوراق الخريف والبذور الساقطة
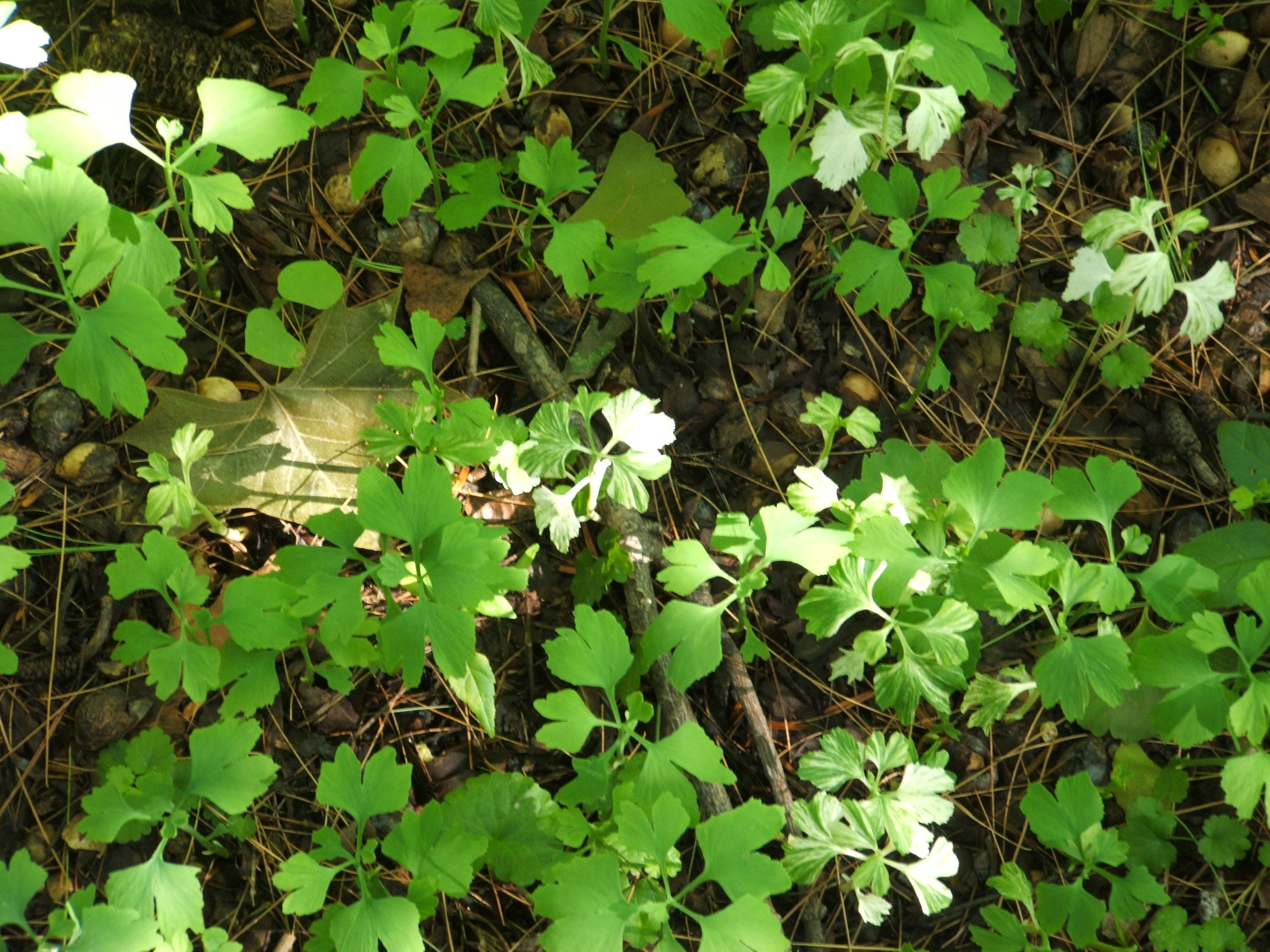
غابة من الشجيرات نبتت من بذور العام الماضي
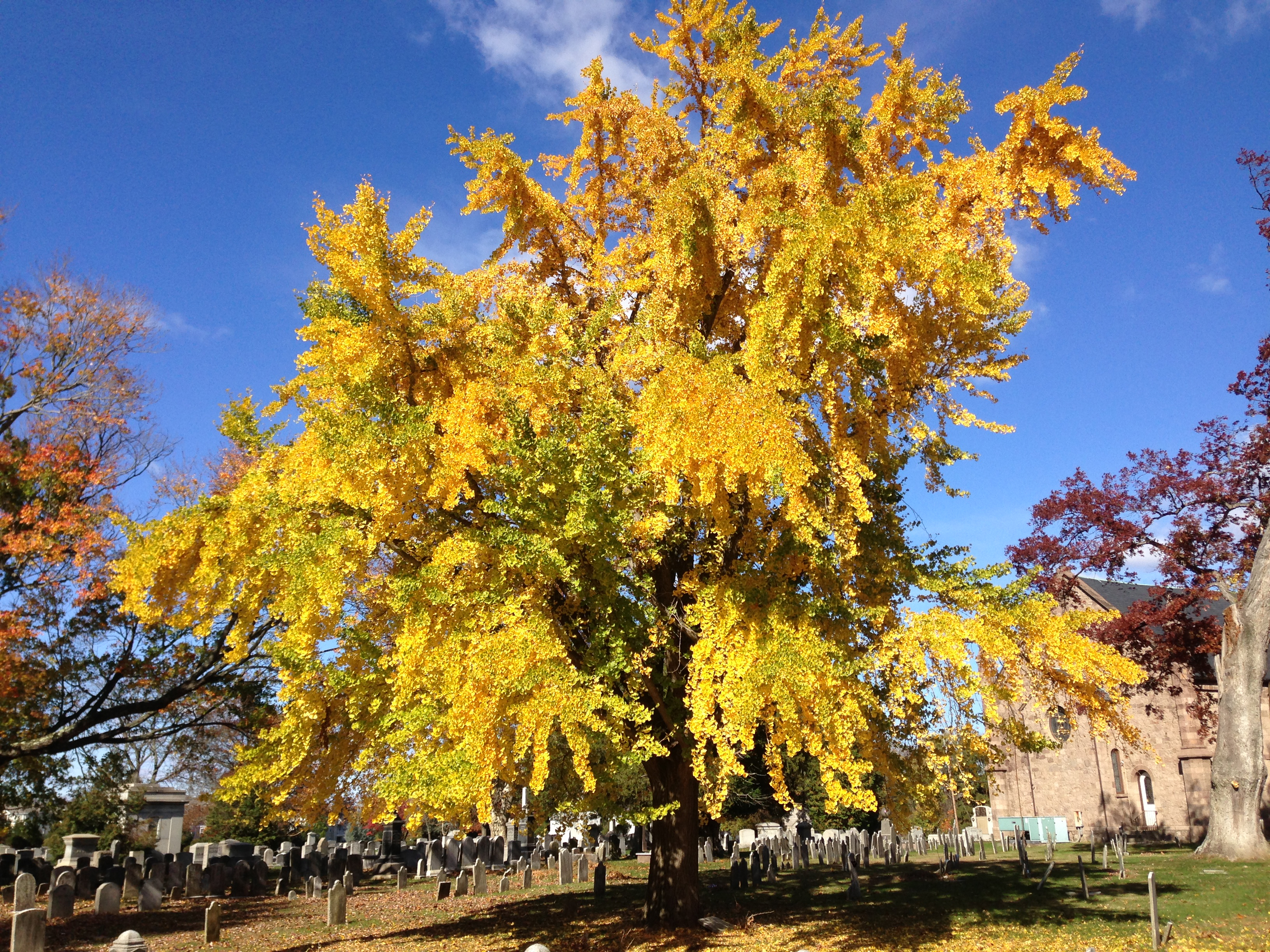
شجرة الجنكة في الخريف
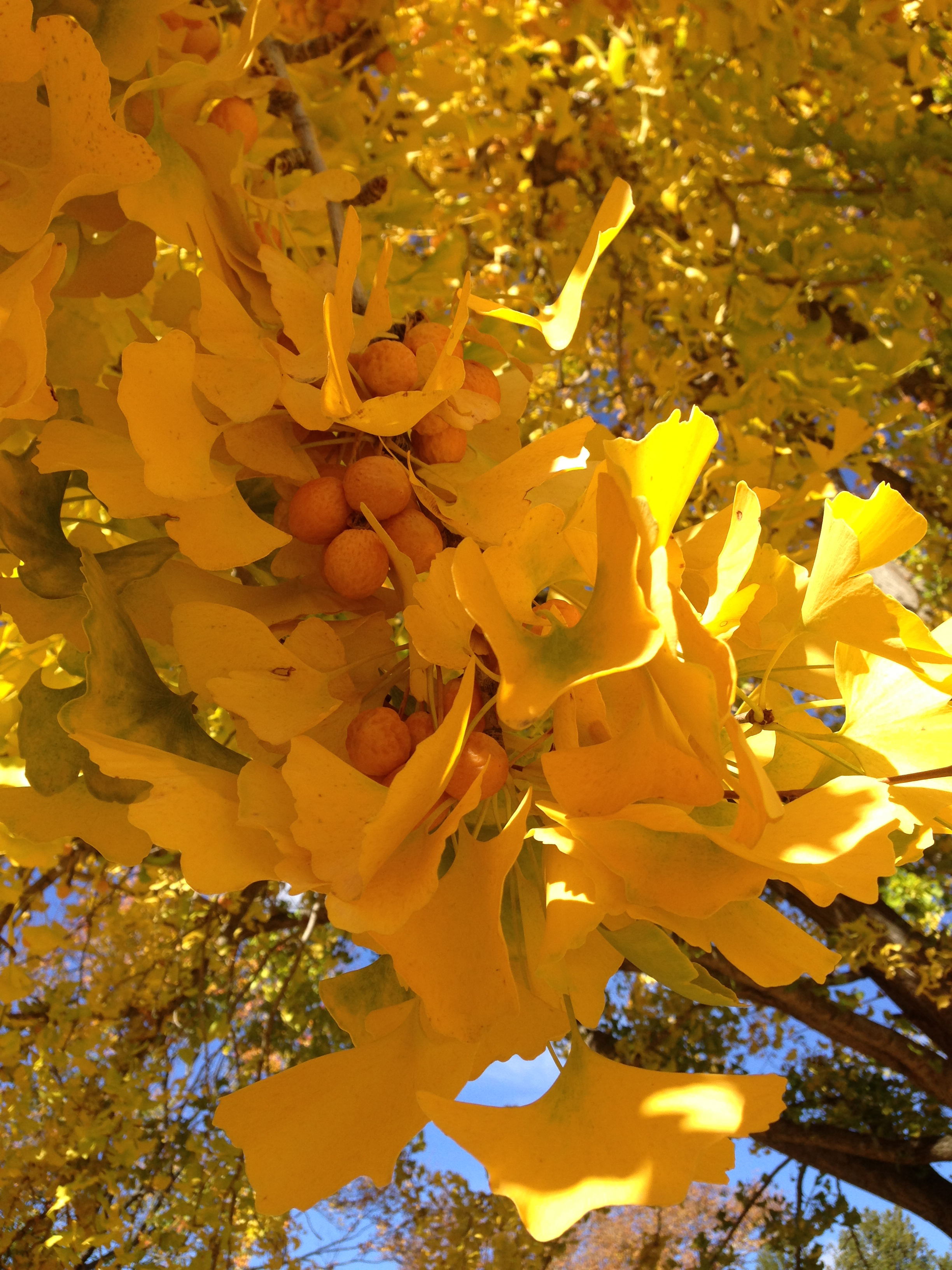
الفاكهة على الشجرة

## التوزيع والسكن
بالرغم من أن الجنكة بيلوبا ووالأنواع الأخرى من الجنس نفسه مرة واحدة كانت منتشرة في جميع أنحاء العالم، انتشارها تقلص حتى مليوني سنة مضت، كان يقتصر على مساحة صغيرة من الصين.لقرون، كان يعتقد أنها انقرضت من البرية، لكن معروف الآن أنها تنمو على الأقل في منطقتين صغيرتين في مقاطعة تشجيانغ، وفي محمية تيان ميو شان [الإنجليزية].مع ذلك، دراسات حديثة تشير إلى التشابه الوراثي العالي بين أشجار الجنكة في هذه المناطق، وتعترض الجدال في المصدر الطبيعي لهؤلاء الأشجار وتقترح أن أشجار الجنكة في هذه المناطق قد تكون زرعت وحوفظ عليها من قبل الرهبان الصينيين على مدى فترة حوالي 1000سنة. هذه الدراسة أوضحت التنوع الجيني الكبير في أشجار جنوب غرب الصين، ودعم المأوى الجليدي في الجبال المحيطة بشرق هضبة تشينغهاي-التبت حيث تم تسجيل عدة مرشحين بالغين في العمر من أشجار الحياة البرية. لم يتم إثبات أن أشجار الجنكة الأصلية ما زالت موجودة بشكل قاطع، لكن الأدلة تنمو لصالح أن الأشجار الجنوبية الغربية على أنها برية، ليس فقط من البيانات الجينية ولكن أيضا من تاريخ تلك المناطق وأشجار الجنكة بيلوبا الكبيرة التي تبدو أكبر من المستوطنات البشرية المجاورة.
حيثما توجد في البرية تكون موجودة بشكل نادر في الغابات النفضية والوديان على اللوس الحمضي (أي تربة سلتيه ناعمة)ذات ترشيح جيد.التربة يكون استقرارها عادة في نطاق درجة حموضة من 5 إلى 5.5.
في مناطق عديدة من الصين، تم زراعتها من فترة طويلة، وهي شائعة في الثلث الجنوبي من البلاد. وهي أيضا زرعت بشكل شائع في أمريكا الشمالية لأكثر من 200 سنة وفي أوروبا ما يقارب 300، لكن خلال ذلك الوقت لم تصبح أبدا متجنسة بشكل بارز جداً.

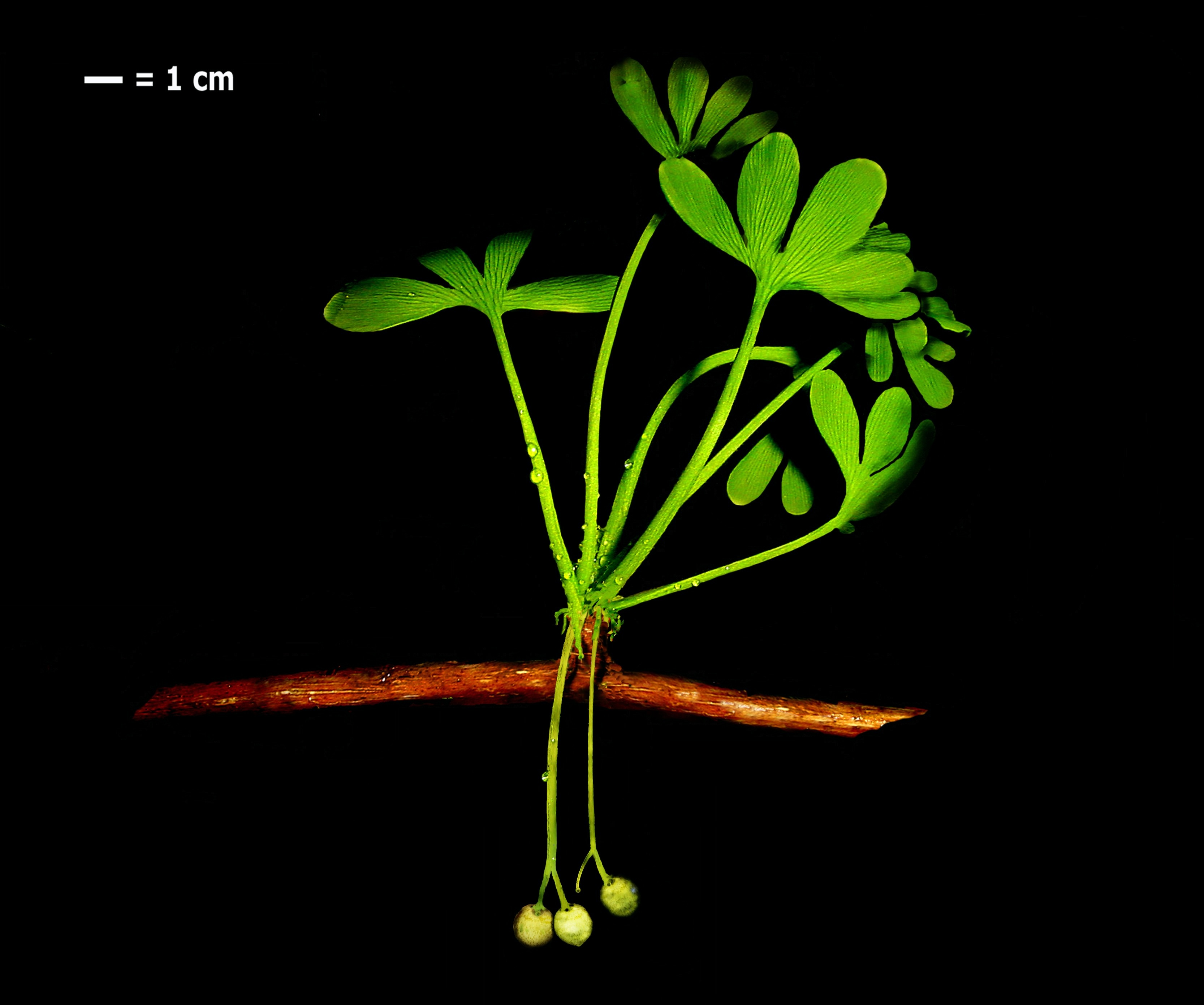
جنكو yimaensis
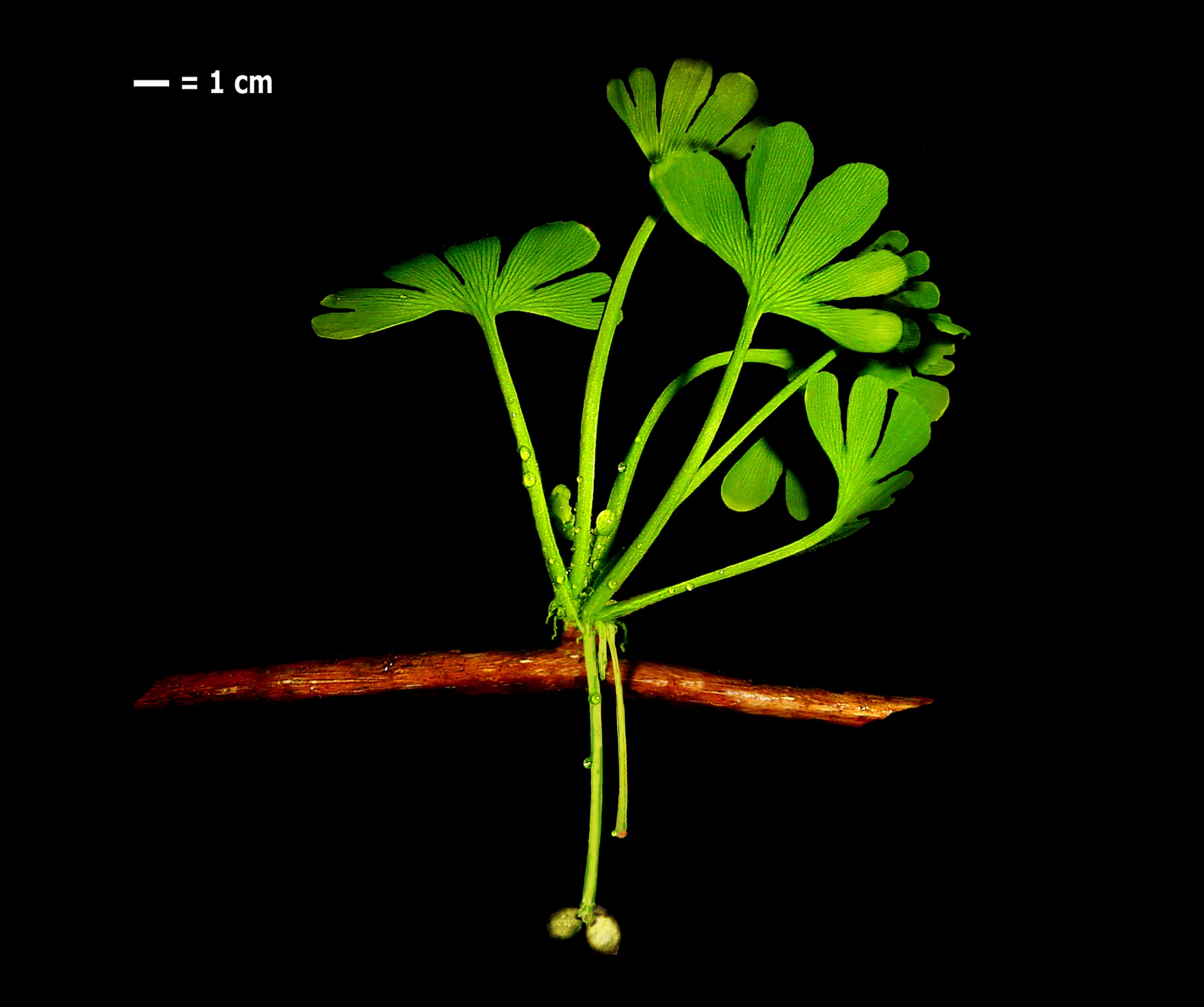
جنكوapodes
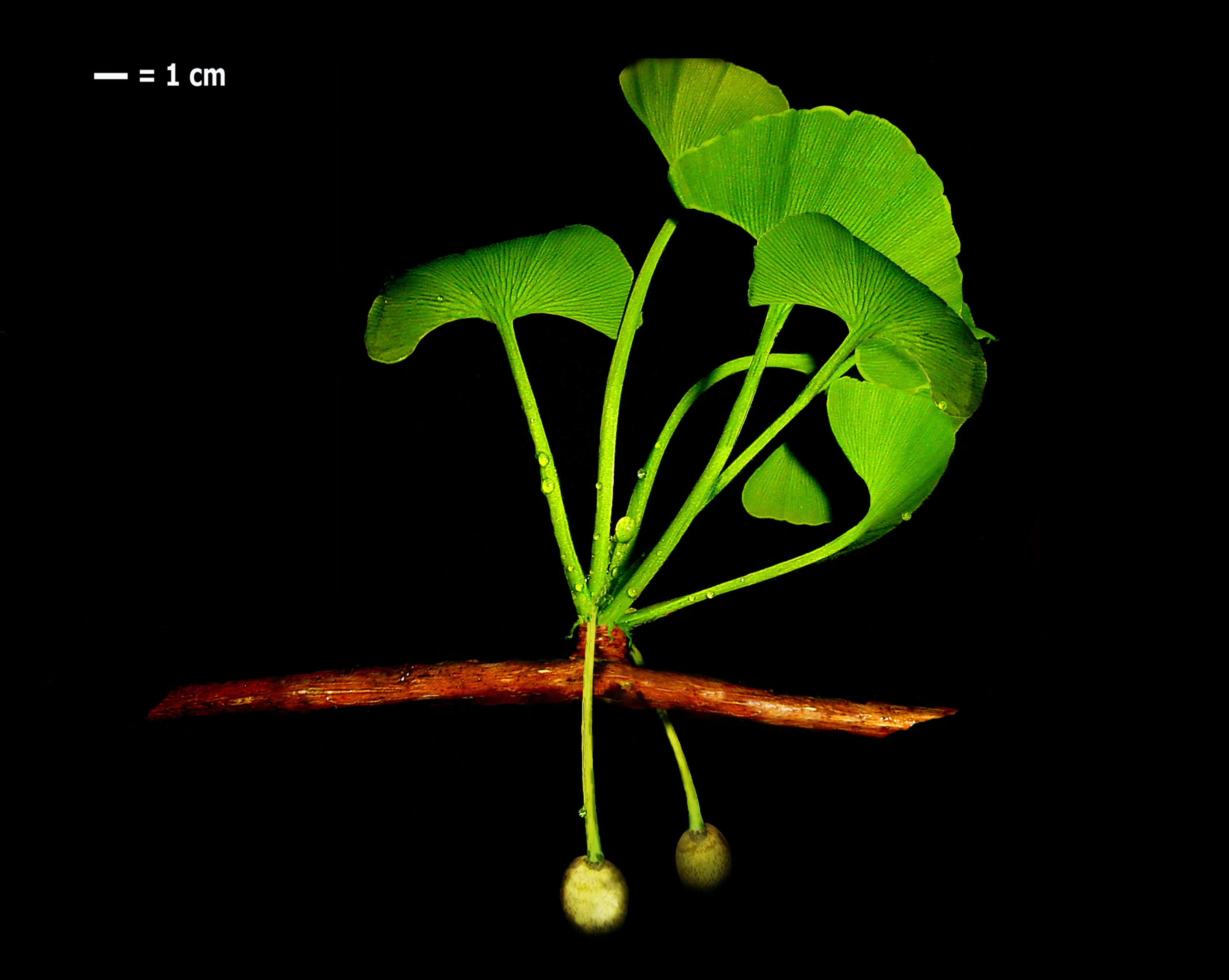
جنكو adiantoides اوصنف جديد الولايات المتحدة الأمريكية، G. cranei  [لغات أخرى]‏
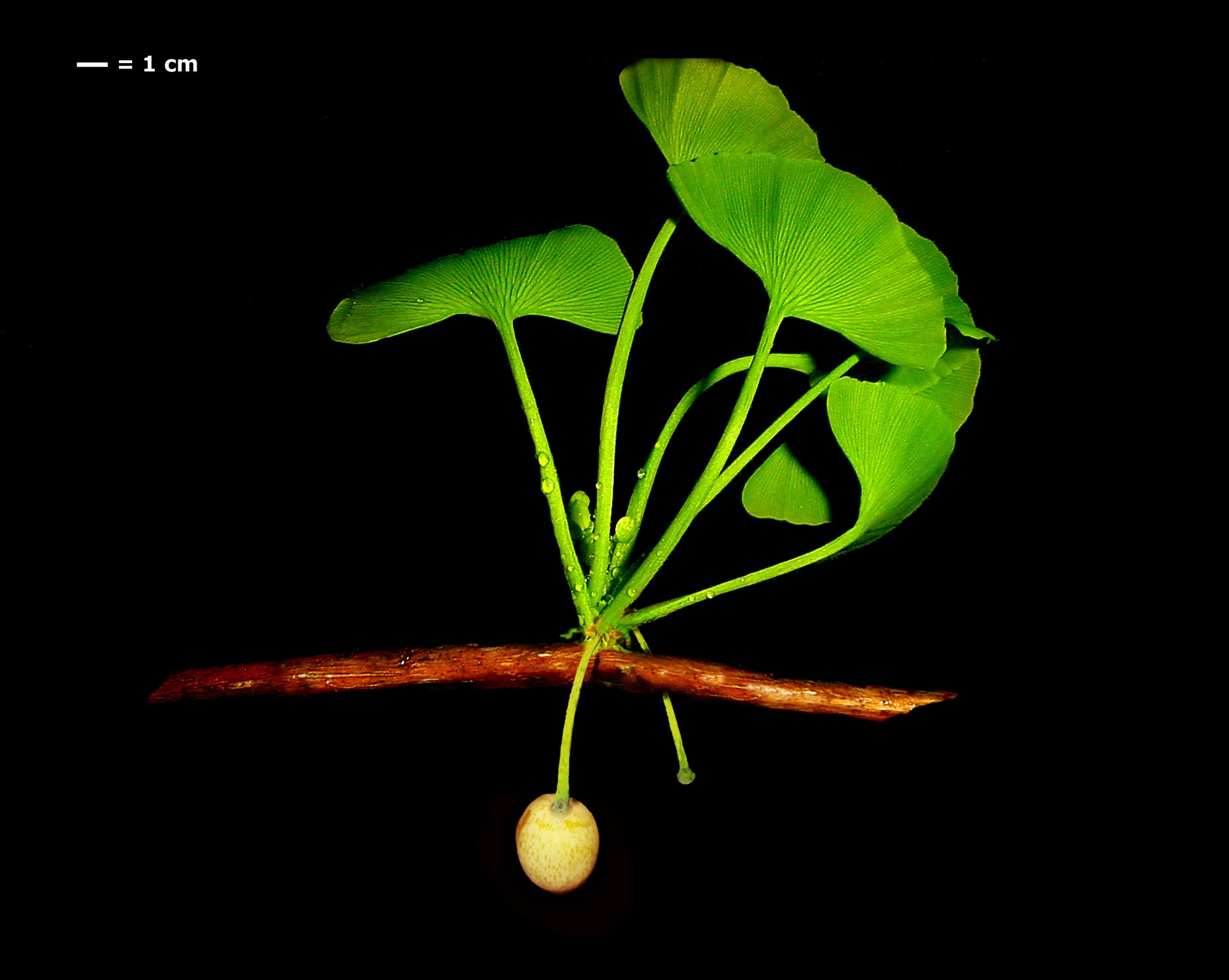
جنكو بيلوبا موجودة

## تاريخها
شجرة الجنكة من أقدم الأشجار على وجه الأرض وتعد من الأشجار التي تقاوم الظروف مهما حصل من حولها ويقال بإمكانية زراعتها في أي مكان من العالم.
يبلغ طول هذه الشجرة من 30 إلى 40 متر ولقد استفاد الصينيون القدماء من هذه الشجرة ولها اهتمام كبير عندهم منذ أكثر من ألف سنة ؛ فلهذه الشجرة فوائد عديدة باستخدام أوراقها ومستخلصاتها.

### هيروشيما
من الأمثلة القاسية لتماسك الجنكة قد شوهد في هيروشيما، اليابان، حيث ستة أشجار نمت بين 1-2كيلومتر من انفجار القنبلة النووية 1945كانت بين أشياء قليلة حية بالمنطقة نجت من الانفجار.
بالرغم من أن أغلب النباتات الأخرى (والحيوانات) في المنطقة قد دمرت، الجنكة، على الرغم من تفحمها، نجت وبدت مرة أخرى بصحة جيدة.بقيت 6 أشجار على قيد الحياة إلى يومنا هذا. يسهل التعرف عليهم لانهم معلمون بتواقيع معينة.

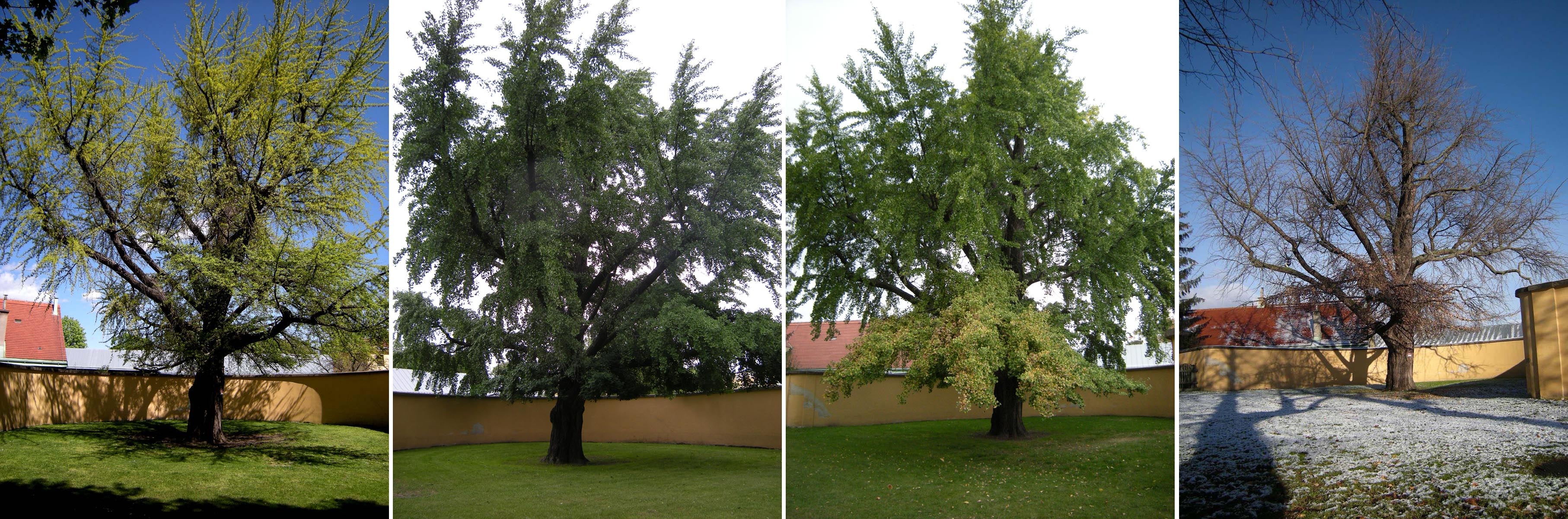
Ginkgo biloba from 1781, four seasons.